# Marbella
Marbella es una ciudad y municipio del sur de España, perteneciente a la provincia de Málaga, en Andalucía. Está integrada en la comarca de la Costa del Sol Occidental y es la sede de la mancomunidad de municipios homónima y la cabeza del partido judicial que lleva su nombre.
Marbella está situada a orillas del Mediterráneo, entre Málaga y el estrecho de Gibraltar, en la falda de la Sierra Blanca. Su término municipal ocupa una superficie de 117 km², atravesados por la autovía y la autopista de peaje llamadas del Mediterráneo, principales accesos al municipio.
Con una población de 159 000 habitantes (INE 2024), es el segundo municipio más poblado de la provincia y el séptimo de Andalucía. Además, es una de las ciudades turísticas más importantes de la Costa del Sol y de toda España. Durante la mayor parte del año es centro de atracción del turismo internacional gracias principalmente a su clima y su infraestructura turística. Aunque menos conocido, la ciudad también cuenta con un significativo patrimonio arqueológico, con varios museos y espacios escénicos, así como un calendario cultural con eventos que van desde el reggae hasta la ópera.
Protagonista en la temprana revolución industrial española en el siglo XIX, Marbella ha experimentado un crecimiento continuo a lo largo del siglo XX y comienzos del siglo XXI, desarrollando una economía basada en la oferta turística destinada a visitantes y residentes temporales de medio y alto poder adquisitivo.

## Geografía

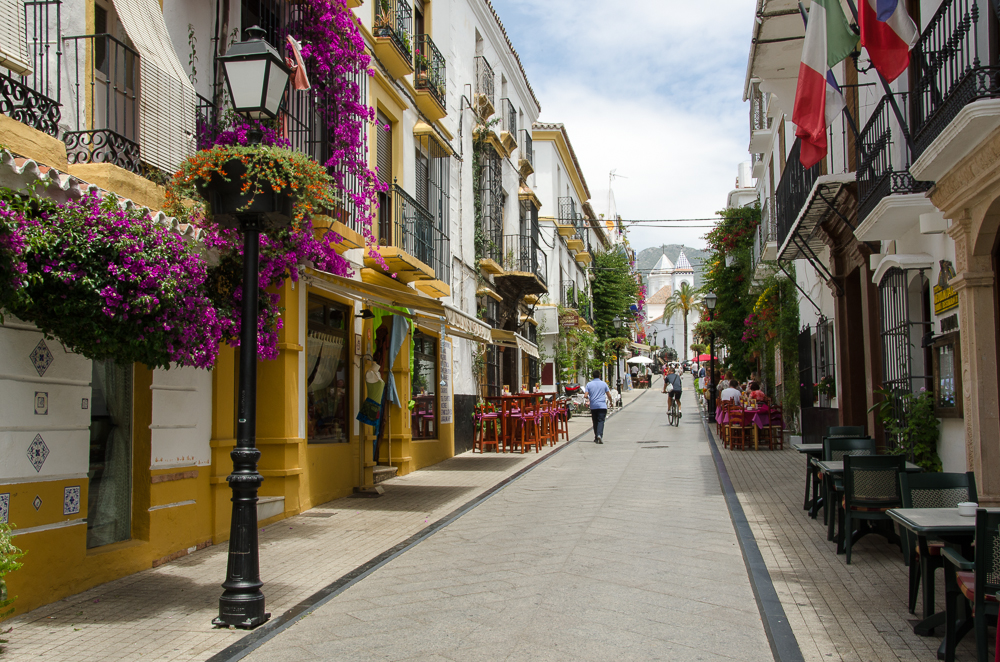
Calle Ancha, en el centro. Al fondo la ermita del Santo Cristo

El término municipal marbellí ocupa una franja que se extiende a lo largo de 27 kilómetros de costa, refugiada por las laderas del Cordón montañoso Litoral penibético que forman las sierras Bermeja, Palmitera, Real, Blanca y Alpujata. Debido a la proximidad de la sierra con la costa, la ciudad presenta un gran desnivel entre las partes norte y sur, propiciando así vistas del mar y la montaña desde casi todos los puntos de la ciudad. El litoral está densamente urbanizado. La mayor parte del suelo no edificado corresponde a campos de golf o a pequeñas zonas residuales.
La ciudad se alza a 25 metros sobre el nivel del mar y está situada a 60 kilómetros de la capital malagueña. 
Marbella limita al norte con los municipios de Istán y Ojén, al noroeste con Benahavís, al oeste con Estepona y al este con Mijas.
| Noroeste: Benahavís       | Norte: Istán y Ojén   | Noreste: Ojén             |
| Oeste: Estepona           |                       | Este: Mijas               |
| Suroeste Mar Mediterráneo | Sur: Mar Mediterráneo | Sureste: Mar Mediterráneo |

### Relieve
Se distinguen cinco unidades geomorfológicas: Sierra Blanca, piedemonte de la Sierra Blanca, lomas y colinas, vegas y dunas. La Sierra Blanca se sitúa en la zona más central, cubriendo prácticamente el núcleo urbano antiguo. Su cumbre es La Concha (1215 m s. n. m.). En la zona este se encuentra la Loma de Puerto Llano con el cerro Atalaya (459 m s. n. m.).
La topografía de Marbella se caracteriza por la presencia de extensas llanuras litorales como la vega de San Pedro Alcántara formadas a partir de materiales erosionados. Tras las llanuras se extiende una zona de altitudes entre los 100 y 400 m s. n. m., ocupada por cerros y lomas, detrás de la que se alzan el piedemonte y el abrupto relieve de Sierra Blanca.
La costa es en general baja y arenosa, con playas que van siendo cada vez más extensas cuanto más al este nos encontremos, entre el puerto pesquero y el de Cabopino. A pesar de la intensa urbanización del litoral, aún se conserva una zona de dunas en el extremo oriental del municipio, las Dunas de Artola.

### Hidrografía
La totalidad del municipio se encuadra dentro de la Cuenca Mediterránea Andaluza. Los cursos de agua son cortos y salvan grandes pendientes, por lo que a menudo generan torrentes. Entre ellos destacan el río Guadalmina, el río Guadaiza, el río Verde y el río Real, que recogen la mayor parte del agua del término municipal. La irregularidad del régimen de lluvias tiene como resultado que los cursos de agua sean intermitentes, estando a menudo secos en verano. Los numerosos arroyos que atraviesan la ciudad han sido embovedados en su mayoría.
El Embalse de la Concepción abastece a la población de agua potable. Aparte de este existen otros, que datan del siglo XIX, como el Viejo y el Nuevo de la antigua Colonia agrícola de El Ángel, o el de Las Medranas y Salto del Agua de la Colonia de San Pedro Alcántara.

### Clima
De acuerdo con la clasificación climática de Köppen presenta un clima mediterráneo típico (Csa). Marbella está protegida en su franja norte por la Sierra Blanca, estribación sur de la sierra de Las Nieves, por lo que el municipio goza de un microclima que origina una temperatura media anual de 18 °C. Las precipitaciones rondan la media de 628 l/m² mientras que las horas de sol al año son unas 2900.

### Flora y fauna
A pesar de la presión urbanística aún se conservan reductos naturales en la sierra, donde crecen castaños, cerezos, helechos, pinsapos de repoblación, pinos carrascos, piñoneros, insignes y resineros. La fauna está representada por 81 aves (y, entre ellas águilas calzadas, carabós, charrán patinegro, cuervos, garcetas, gavilanes, vencejos,...), además de ginetas, tejones, cabras montesas, corzos, garduñas, zorros y conejos.
En la costa se encuentra el Monumento Natural de las Dunas de Artola, uno de los pocos espacios naturales protegidos en primera línea de playa de la Costa del Sol, que contiene ejemplares de barrón o cardo marítimo, narciso de mar y arbustos como la sabina caudada. Del ecosistema submarino de las aguas marbellíes destaca la Posidonia oceanica, planta endémica del Mediterráneo presente en la zona de Cabopino.

## Historia

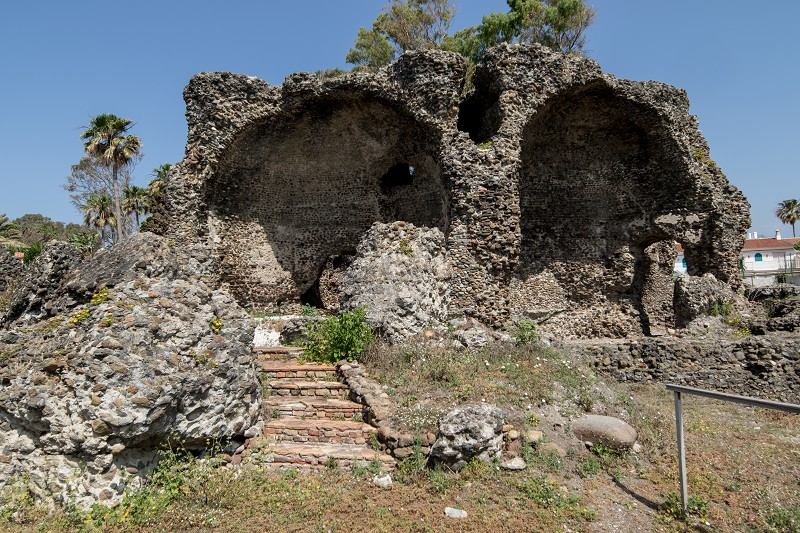
Termas romanas de Las Bóvedas

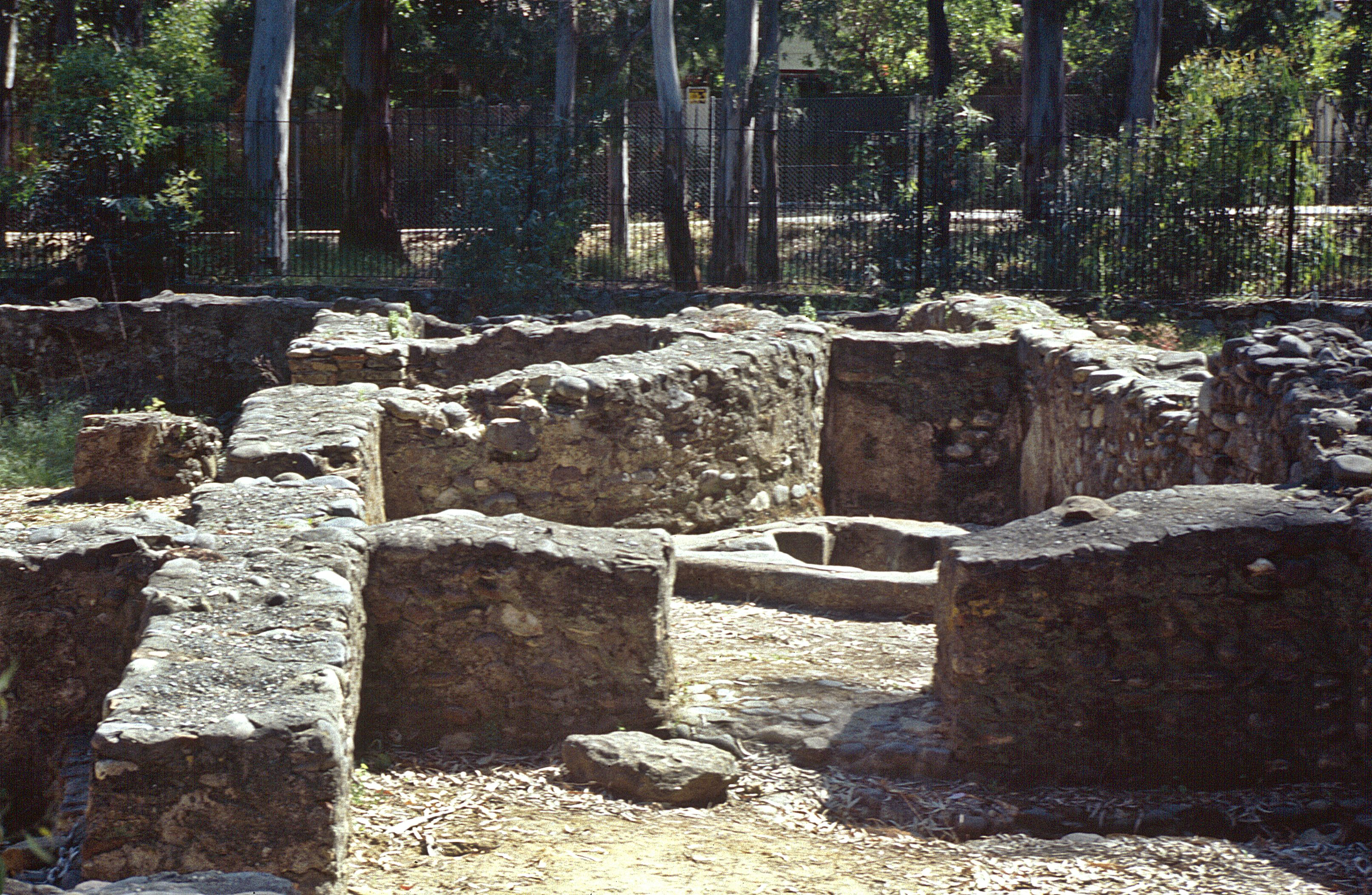
Basílica Paleocristiana Vega del Mar, único ejemplo en España con doble ábside

En el término municipal se han encontrado restos que atestiguan que ya estuvo habitado desde el Paleolítico y durante el Neolítico. Algunos autores opinan que el origen de la actual Marbella podría ser un asentamiento fenicio de los que abundaron en la costa de la provincia de Málaga. Sin embargo, no se han encontrado restos de ningún asentamiento significativo, aunque sí han aparecido diversas piezas en diferentes puntos del término municipal, como en los yacimientos de Río Real y Cerro Torrón.
Queda probada la existencia de un núcleo de población romana en lo que hoy es el Casco Antiguo: los sillares de la muralla los tres capiteles jónico incrustados en ella, recientes descubrimientos en la calle Escuelas y otros muchos restos dispersos en la población así lo atestiguan. También encontramos otros asentamientos romanos junto a los ríos Verde y Guadalmina: villa romana de río Verde, termas romanas de Guadalmina y los restos de la basílica paleocristiana de Vega de Mar, que rodeada por una necrópolis visigoda prueba la continuada presencia humana posterior en la zona.

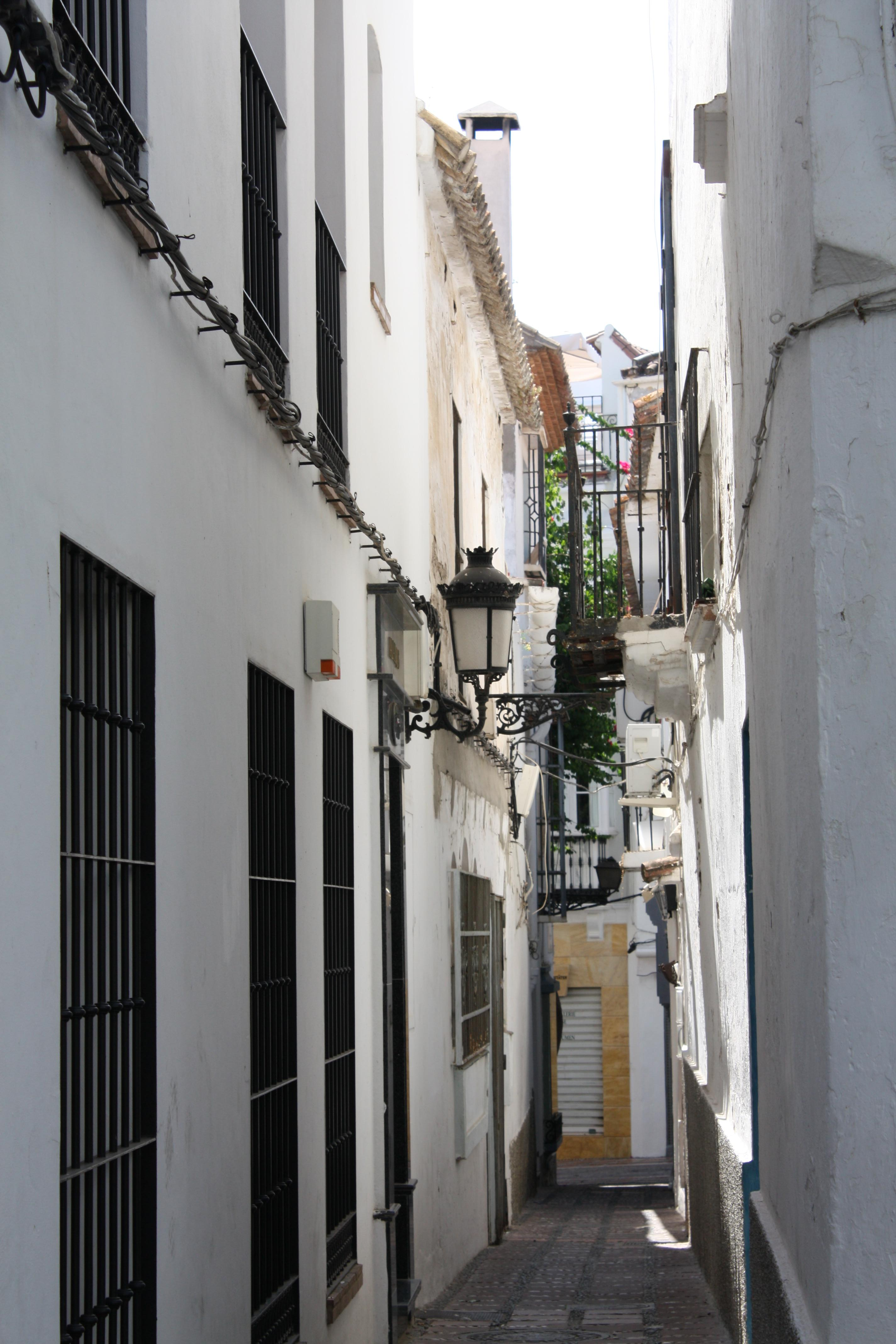
El casco antiguo aún conserva parte de su trazado medieval

### Edad Media
Durante la época islámica, y tras arrasar los normandos las costas de Málaga, los musulmanes fortificaron la plaza, construyendo en el siglo X un castillo y, posteriormente, varias torres almenaras y una cerca que protegía la ciudad. Esta se componía de calles estrechas y pequeñas edificaciones con grandes patios, siendo las edificaciones más notables la alcazaba y la mezquita. El núcleo urbano estaba rodeado por huertas, siendo los cultivos más afamados los higos y las moreras para la producción de gusanos de seda. El nombre actual puede derivar del nombre que los árabes le dieron: Marbal·la (مربلة), que a su vez, conforme a algunos estudios lingüísticos, deriva de un topónimo íbero anterior.
Durante la época de los primeros reinos de taifas, Marbil-la fue disputada por las taifas de Algeciras y Málaga, cayendo finalmente en la órbita de la segunda, que a su vez pasaría a formar parte posteriormente del Reino Nazarí. En 1283 el sultán meriní Abu Yusuf lanzó una campaña contra el Reino de Granada en tierras de Málaga. La paz entre meriníes y nazaríes se alcanzaría con la firma del Tratado de Marbella el 6 de mayo de 1286, mediante el cual se restituyen al monarca nazarí todas las posesiones meriníes en Al-Ándalus.

### Edad Moderna

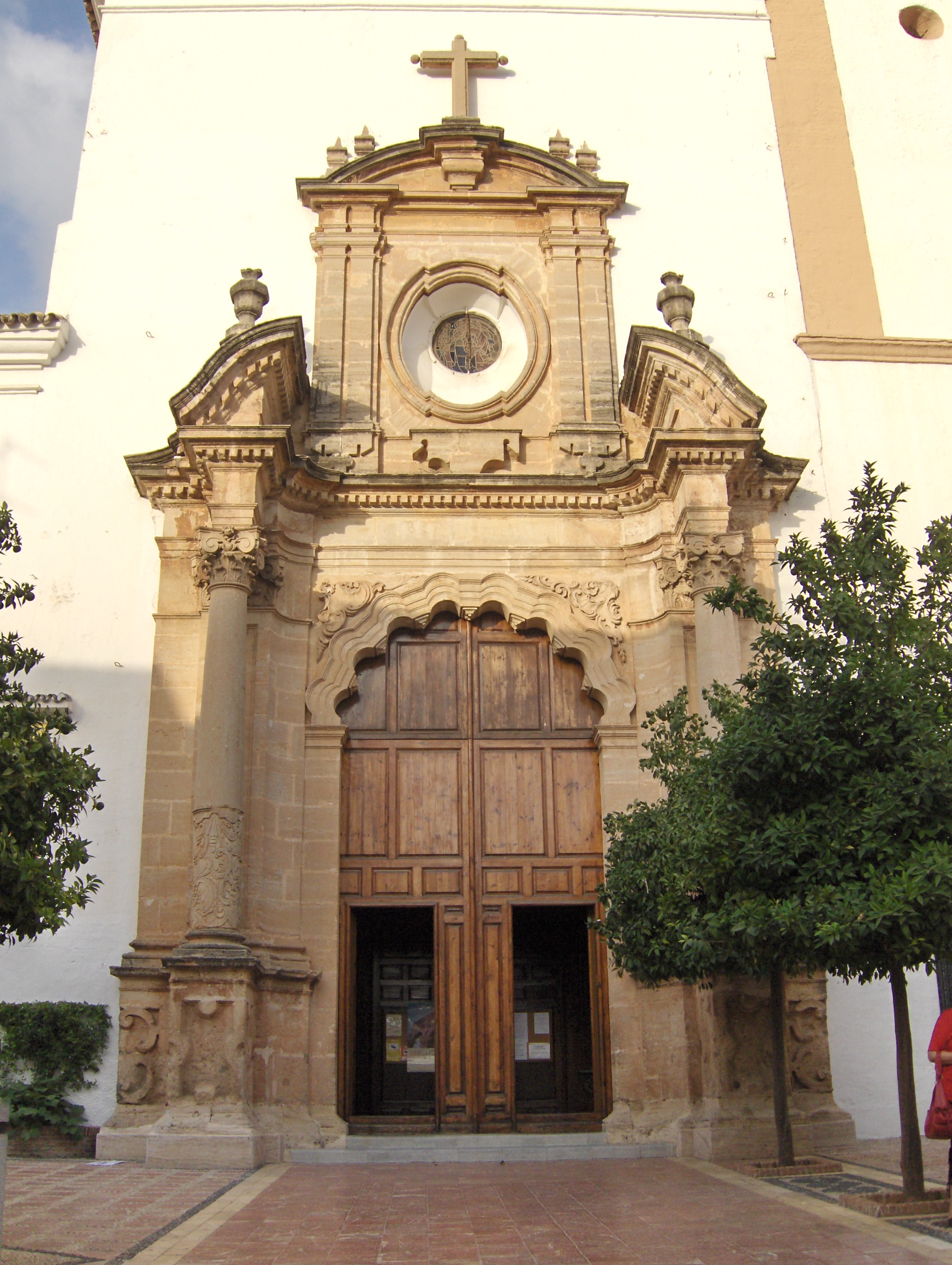
Iglesia de Nuestra Señora de la Encarnación, del

Durante la Guerra de Granada, el 11 de junio de 1485 la localidad pasa a manos de la Corona de Castilla, sin derramamiento de sangre. Los Reyes Católicos le otorgan el título de ciudad y la convierten en cabecera de comarca y en realengo. Es en esta época cuando se construye la plaza de los Naranjos, siguiendo los diseños urbanísticos castellanos, y algunos de los históricos edificios que la rodean.
A partir de 1644 se introduce la caña de azúcar, cuyo cultivo se expande por toda la costa malagueña, dando lugar a la aparición de trapiches, como el Trapiche del Prado de Marbella. También en este siglo se levantan el Fuerte de San Luis, sobre el que ahora se encuentra el Hotel El Fuerte, y las iglesias del Santísimo Cristo de la Vera Cruz y del Calvario.
En 1729 Estepona obtiene Carta de Villazgo, escindiéndose de Marbella, y en 1807 Ojén abandona la jurisdicción de Marbella. En 1752 se termina la batería del fuerte de San Luis, cuya tenencia se otorgó en 1792 a Pedro Antonio Casasola, Teniente de Navío retirado y Manuel de Artola, siendo volado durante la guerra de la independencia.

### SigloXIX
A principios del siglo XIX surgieron en las márgenes del río Verde los pioneros altos hornos de Marbella del industrial malagueño Manuel Agustín Heredia que funcionaban con mineral de magnetita de la mina del Peñoncillo de Ojén y madera de Sierra Blanca como combustible. Estos fueron los primeros altos hornos civiles de España, llegando a producir hasta un 75 % del hierro colado del país. En 1860 el marqués del Duero funda lo que fue el complejo agroindustrial más moderno e importante de su época, la Colonia Agrícola San Pedro Alcántara para la producción de caña de azúcar durante el auge de la industria azucarera de Andalucía. A partir de 1881 empresarios malagueños impulsan la producción de caña de azúcar en la Colonia Agrícola el Ángel, sobre los terrenos que ahora ocupa Nueva Andalucía. Los costes de la siderurgia en Marbella, por emplear carbón vegetal y las características del mineral extraído, así como el fin de las guerras carlistas del norte de España suponen el desmantelamiento de los Altos hornos de Marbella y por tanto de las Ferrerías de El Ángel y La Concepción, para convertirse en una fábrica de azúcar y molino de harinas, respectivamente y la concentración de la siderurgia de la provincia únicamente en Málaga. A partir de 1871 la empresa de capital inglés The Marbella Iron Ore Company and Ltd. lleva a cabo exclusivamente una actividad minera, transportando el mineral desde las minas de Ojén por el ferrocarril minero San Juan Bautista hasta el cargadero de mineral para su transporte marítimo a Inglaterra. La población que empleaban de manera directa o indirecta las ferrerías retornó a la agricultura y la pesca, y las condiciones climáticas que afectaban a los cultivos, el paludismo y la plaga de la filoxera trajeron desempleo y pobreza de los jornaleros, incluso la hambruna y muertes por inanición.

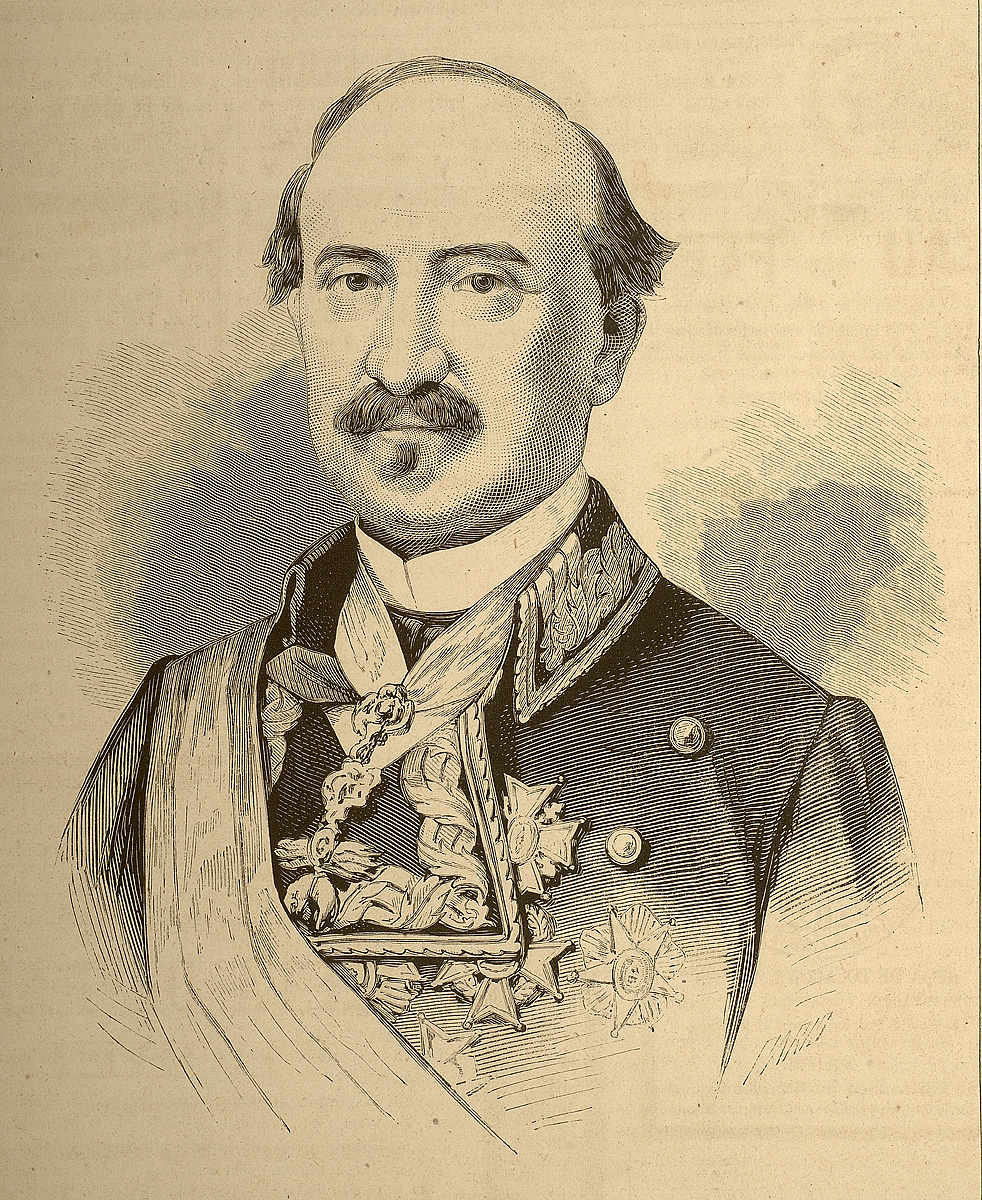
Manuel Gutiérrez de la Concha e Irigoyen

A fines del siglo XIX, Marbella contaba con un núcleo urbano compuesto por tres sectores: el barrio Principal, el barrio Alto o de San Francisco y el barrio Nuevo, y tres núcleos menores dispuestos alrededor de las antiguas ferrerías y de la granja-modelo de la colonia de San Pedro Alcántara, además de viviendas aisladas en huertas y cortijos. La población se divide entre un reducido grupo latifundistas burgueses y el pueblo, siendo la clase media prácticamente inexistente.

### SigloXX
En las primeras décadas del siglo ya encontramos en Marbella hoteles como el Comercial, inaugurado en 1918.
En 1920 se funda la Sociedad Cultural y Recreativa Casino de Marbella, en cuyas tertulias llegó a participar en años posteriores Raimundo Fernández Cuesta. En 1934 Norberto Goizueta compra a Sociedad Azucarera Española la finca agrícola Hacienda Guadalmina. También en 1934 se vende como chatarra el embarcadero de mineral de la Marbella Iron Ore and Company. En 1936, el día después del estallido de la Guerra Civil se quemaron varios edificios religiosos, entre ellos la iglesia de la Encarnación y la iglesia de San Pedro Alcántara. En 1942 el Ayuntamiento vende los montes de propios de Sierra Blanca y Nagüeles al Patrimonio Forestal del Estado. 
Desde la década de 1950, Marbella se convierte en el referente del turismo de la Costa del Sol. Se convierte en un lugar predilecto para el ocio de numerosas personalidades como el ministro José Antonio Girón de Velasco. En 1946 Ricardo Soriano Scholtz von Hermensdorff, Marqués de Ivanrey, adquirió una finca situada entre Marbella y San Pedro Alcántara y allí construyó un complejo turístico denominado Venta y Albergues El Rodeo, que después dirigiría el empresario malagueño Enrique Bolín Bidwell, dando comienzo al desarrollo del turismo de lujo en Marbella. Su sobrino, Alfonso de Hohenlohe, adquirió la finca Santa Margarita, embrión de lo que en 1954 sería el Marbella Club y 1975 el Hotel Puente Romano. De 1954 data el Hotel Artola, propiedad de Jorge Rein Segura, hermano del ministro Carlos Rein. De 1957 data la inauguración por José Luque Manzano del Hotel El Fuerte. En 1962 el banquero Ignacio Coca promovió la Urbanización Los Monteros, El Hotel Los Monteros y La Reserva de Los Monteros, que atraerían a los Marqueses de Villaverde, así como a representantes de las instituciones del Régimen a nivel provincial y nacional. Los pasos de Hohenlohe serían secundados más tarde por miembros de conocidas familias europeas durante los años cincuenta y sesenta: Bismarck, Rothschild, Thurn und Taxis, Metternich, Goldsmith, Schönburg, de Mora y Aragón, Salamanca, Thyssen-Bornemisza, Agnelli, Onassis, Alba o Snowdon, convirtiendo a Marbella en un punto de encuentro de la jet set internacional. En 1959 se inaugura el primer campo de golf de Marbella y segundo de la provincia, el Golf y Hotel Guadalmina promovido por Norberto Goizueta; le seguiría el Campo de Golf Río Real en 1965. Al amparo de la Ley de Centros y Zonas de Interés Turístico Nacionales de 1963 se desarrollaron el CITN de Nueva Andalucía promovido por el constructor José Banús y el CITN de Pinomar, de cuyo hotel sería director Juan García Soto, después alcalde de Benalmádena. De 1962 data el Hotel Los Monteros y de 1963 el Apartotel Skol, el primero de este tipo en la Costa del Sol y en ofrecer bufé en España. En 1964 se inaugura el hotel Don Pepe, promovido por Pepe Meliá. En 1969 abrió el hotel Elviria Hilton que inauguró Conrad Hilton y que formaba parte de un proyecto inicial de 18 torres, que se paralizó en 1972. En 1970 se abre el Hotel del Instituto Médico Costa del Sol, Incosol, especializado en medicina preventiva, terapias de sueño y belleza. También de 1970 datan los hoteles Aloha Marbella y Aloha Garden, promovidos por la Inmobiliaria Bilbao dirigida por Ángel Carazo Gómez. Era la época del llamado milagro económico español (1959-1973).
A partir de mediados de los años setenta muestran predilección por Marbella potentados empresarios, fortunas y miembros de casas reales de Oriente Medio. El entonces heredero al trono saudí Fahd bin Abdulaziz mandó construir el palacio Mar-Mar en la Milla de Oro. En 1981, junto con su hermano Salmán bin Abdulaziz, actual rey de Arabia Saudí edificarían la Mezquita de Marbella. En 1983 el ingeniero saudí Muafak Al Midani entró en la propiedad de los hoteles Marbella Club y Puente Romano. Una de las mayores fortunas de su tiempo, Adnán Khashoggi, adquirió la finca Al Baraka de Benahavís. Además, durante esos años con los pretrodólares de las fortunas libanesas, kuwaitíes, libias o sirias se acometen importantes inversiones inmobiliarias y Marbella recibe la afluencia de los turistas de lujo de oriente medio que con sus numerosos séquitos ocupan los establecimientos hoteleros.

#### Etapa GIL (1991-2007)

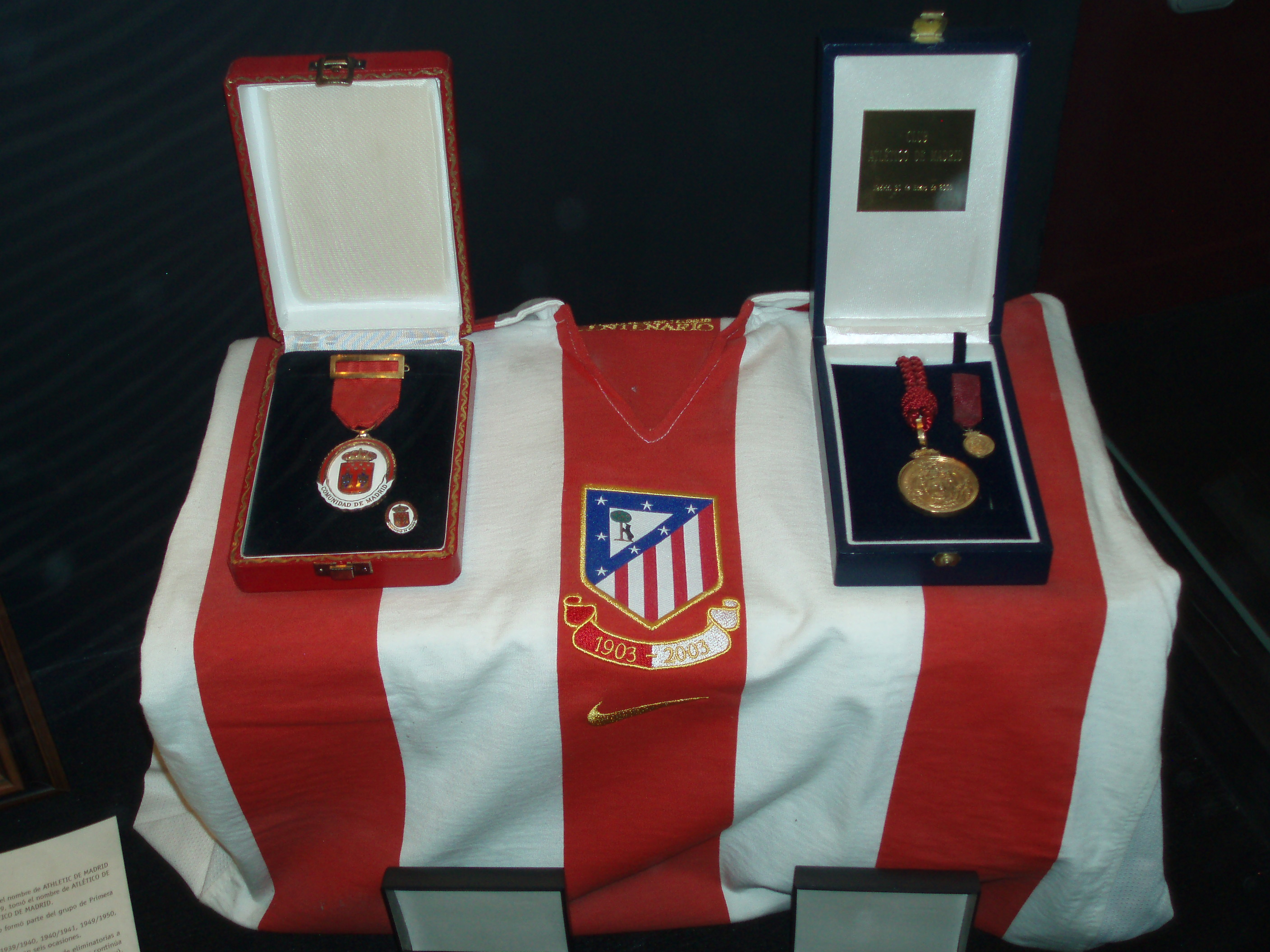
Camiseta del centenario del club Atlético de Madrid

En 1991 llegó a la alcaldía el empresario Jesús Gil (también presidente del Club Atlético de Madrid), uno de los alcaldes más controvertidos y mediáticos de la historia de España. Las licencias urbanísticas otorgadas con el PGOU del año 1998 del gobierno del partido GIL ocasionaron muchas irregularidades urbanísticas, que afectaban a algunas de las promotoras que trabajaron durante el boom inmobiliario en Marbella. El carácter populista del GIL le permitió gobernar Marbella más de quince años, mandando la persecución en las calles de consumidores de droga y prostitutas, incluidas palizas y deportaciones de extranjeros de bajos ingresos, así como donaciones de dinero a personas sin hogar para que abandonasen la ciudad. En 2002 Jesús Gil es inhabilitado judicialmente y le sustituye otro miembro del GIL, Julián Muñoz. En abril de 2006 el Consejo de Ministros del Gobierno de España acuerda la disolución del Ayuntamiento de Marbella del GIL y el nombramiento de una Comisión Gestora, elegida por la Diputación Provincial de Málaga. La herencia de la gestión en Marbella del GIL fueron deudas municipales millonarias, escasez de infraestructuras y desarrollos urbanísticos ilegales. Las deudas contraídas por impagos del Ayuntamiento a la Seguridad Social, a la Agencia Tributaria, por los suministros de agua y electricidad y liquidaciones a Junta de Andalucía han comprometido el presupuesto del Ayuntamiento con aplazamientos en ocasiones hasta 2030.

### SigloXXI
En abril de 2006 se produjo un hecho sin precedentes en España, que fue que el propio Gobierno de España disolviera el Ayuntamiento de Marbella y el nombramiento de una Comisión Gestora elegida por la Diputación Provincial de Málaga. La crisis inmobiliaria afectó al negocio inmobiliario en Marbella y tuvo efectos colaterales sobre el negocio del turismo, como el cierre del Hotel Los Monteros de 2009 a 2010 y Hotel Incosol en 2012. En 2011 se dictó la sentencia del Caso Ballena Blanca y en 2014 se dictó sentencia definitiva del Caso Malaya
En la actualidad Marbella sigue siendo uno de los destinos turísticos más populares tanto para turistas nacionales como extranjeros.

## Demografía
Marbella cuenta con una población de 159 000 habitantes (INE 2024).
| Gráfica de evolución demográfica de Marbella entre 1842 y 2021                                                      |
| |
| Población de derecho según los censos de población del INE Población de hecho según los censos de población del INE |

| Distrito            | Habitantes |
| ------------------- | ---------- |
| Marbella Centro     | 88 381     |
| San Pedro Alcántara | 36 004     |
| Nueva Andalucía     | 17 078     |

En 2020 Marbella se situaba como la segunda ciudad más poblada de la provincia de Málaga y la séptima de Andalucía. A diferencia de otras localidades de la Costa del Sol, Marbella ya contaba con una población significativa antes de la explosión demográfica inducida por el boom turístico de los años 1960. En 1950 se contabilizaban casi 10 000 habitantes, aunque el crecimiento demográfico ha sido igual de espectacular que el de otros municipios vecinos. Así, entre 1950 y 2001, la población creció un 897 %, siendo la década de los años 1960 la que presenta un mayor aumento relativo, con un 140,65 %.
En 1828 tenía 4282 habitantes según el Diccionario geográfico-estadístico de España y Portugal de Sebastián Miñano.
De la población marbellí de 2001, sólo un 26,2 % había nacido en el municipio, siendo la tasa de extranjeros un 15,9 %, y estando la diferencia en los nacidos en otros municipios de España.
Durante los meses de verano, con la llegada de turistas y de foráneos que tienen su segunda residencia en el municipio, la población de Marbella se incrementa hasta en un 30 %. Según un estudio de la Mancomunidad de Municipios de la Costa del Sol Occidental basado en la producción de residuos sólidos urbanos, Marbella tendría en 2003 una población real de unos 246 000 habitantes, lo que equivale a casi el doble de la población de derecho del censo de 2008. Cálculos del ayuntamiento de 2010 sobre el volumen de residuos estiman que la población durante los meses de verano ronda las 400 000 personas, mientras que fuentes policiales la cifran en cerca de 500 000, con picos de hasta 700 000 personas.

### Gentilicio
Tradicionalmente, a los habitantes de Marbella se les ha llamado «marbelleros» en lenguaje popular, y «marbellenses» en el culto, y así ha constado en diccionarios y enciclopedias. Sin embargo, desde mediados de la década de los 50, a los de Marbella se les llama «marbellís» o «marbellíes», único gentilicio que aparece en el diccionario de la Real Academia Española.
El uso de «marbellí», como gentilicio, se debe a una iniciativa del escritor y periodista Víctor de la Serna (1896-1958), que documentándose para una serie de artículos sobre «la marina de Andalucía» topó en la Historia de Málaga y su provincia, de Francisco Guillén Robles, con esta palabra que Robles usaba para designar a los habitantes de la Marbella musulmana. Este gentilicio es el más usado siempre para hablar de los habitantes de Marbella, tanto por los medios de comunicación como por la gente ajena a la ciudad. Sin embargo, los nativos de Marbella usan la palabra «marbelleros» para referirse a ellos, llegando incluso a algunos resultarles molesta la palabra «marbellí». Por eso, mantienen la postura de que cuando hablan de «marbelleros» se refieren a la gente que ha nacido allí y que cuando hablan de «marbellíes» aluden a los habitantes de Marbella, en general.

## Economía

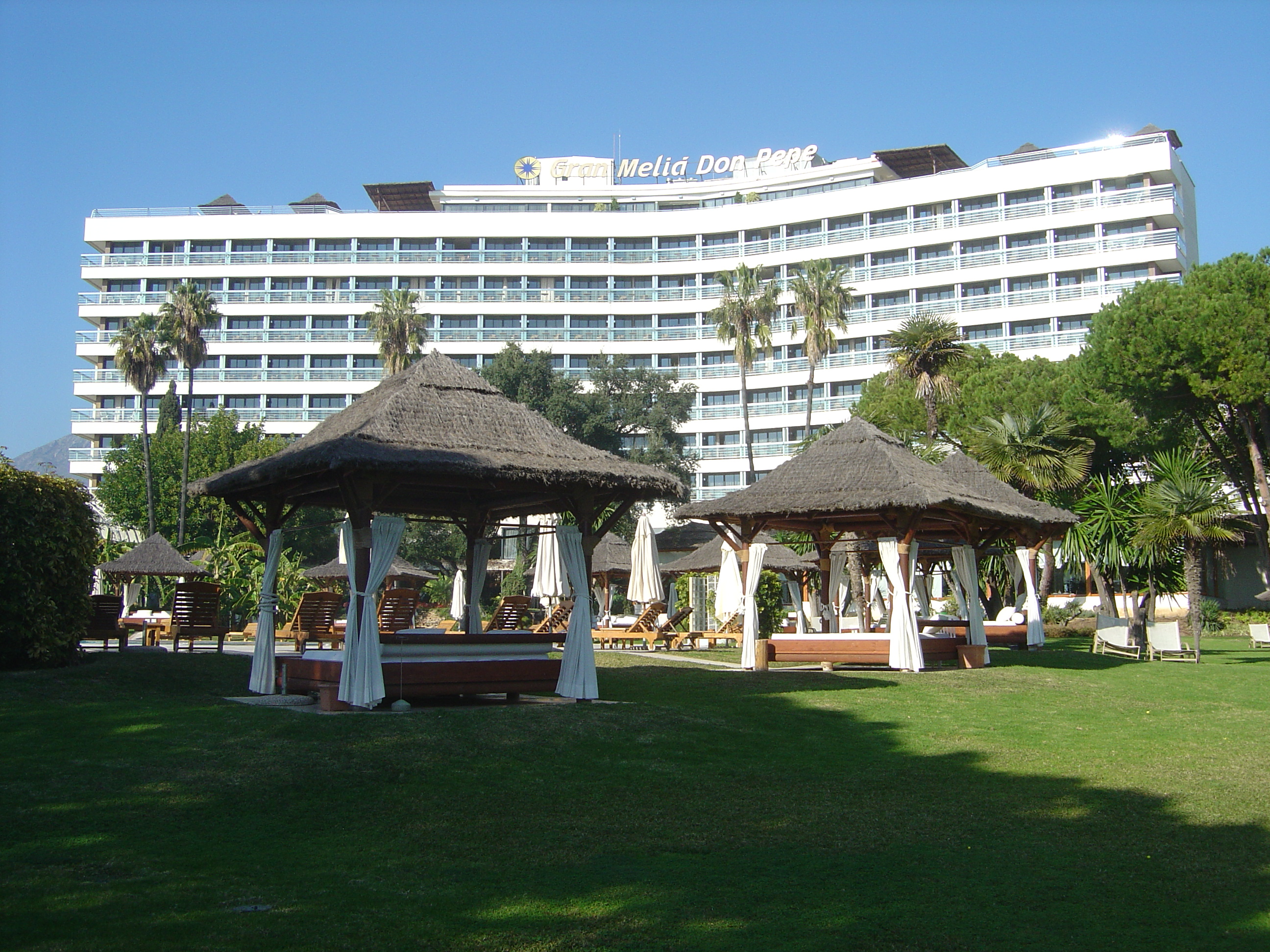
La hostelería es uno de los sectores principales de la economía local. En la imagen, el Hotel Don Pepe, obra de Eleuterio Población, 1963

De acuerdo con los datos de 2018, Marbella se sitúa como el primer municipio en términos de renta bruta de la provincia de Málaga para poblaciones de más de 100 000 habitantes. En el cómputo total de municipios, se encuentra en el tercer lugar, detrás de otros municipios de menor población como Benahavís y Rincón de la Victoria.
Su tejido empresarial estaba compuesto por 17 647 establecimientos en 2005, lo que supone un 14,7 % del total de la provincia de Málaga, mostrando además un mayor dinamismo que la propia capital provincial en cuanto a crecimiento durante el período 1998-2004, cuando creció un 9 % comparado con el 2,4 % de Málaga. En comparación con el resto de Andalucía, el volumen del tejido productivo de Marbella es superior a otros municipios con una población similar, situándose incluso por encima de las capitales de Almería, Huelva y Jaén.

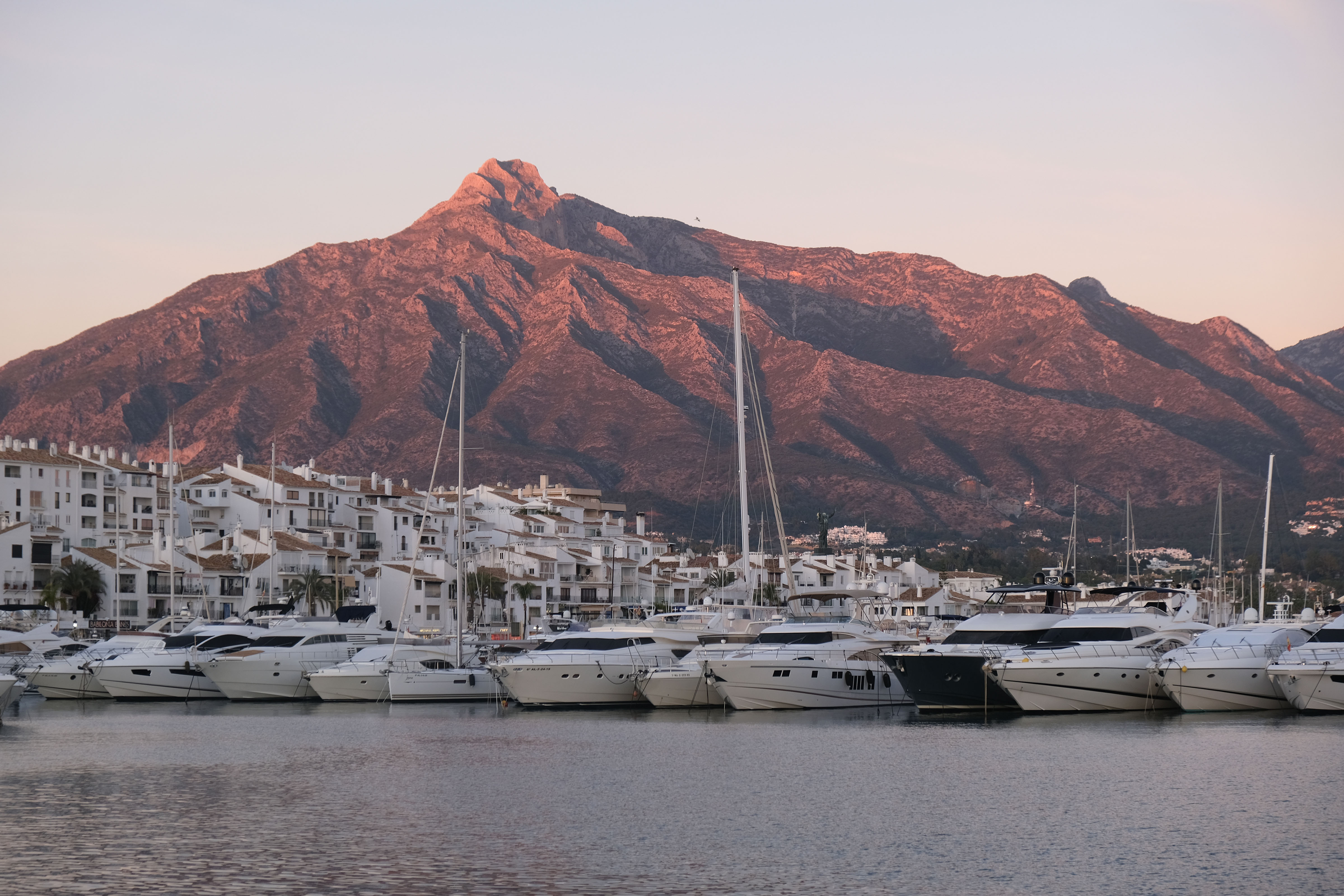
Puerto Banús, con el 4.º atraque más caro del mundo

Como en la mayor parte del litoral andaluz, la economía de Marbella se articula en torno a las actividades terciarias. El sector servicios concentra el 60 % del empleo, mientras que el comercio ocupa casi el 20 %. Las principales ramas del sector servicios son la hostelería y las actividades inmobiliarias y de servicios a empresas, lo que constata la importancia del turismo en la economía marbellí. Por su parte, los sectores de la construcción, industrial y agrario representan el 14,2 %, el 3,8 % y el 2,4 % del empleo respectivamente.
El número de establecimientos empresariales del sector servicios representa el 87,5 % del total, mientras que los dedicados a la construcción suponen un 9,6 % y los industriales, un 2,9 %. En cuanto al tamaño de estas empresas, un 89,5 % tiene menos de 5 trabajadores y sólo un 2,3 % tiene una plantilla superior a los 20 empleados.
Según un estudio del Instituto de Estadística y Cartografía de Andalucía (IEA) basado en 14 variables (ingresos, equipamientos, formación, etc.), Marbella era en 2008 el municipio andaluz con mayor bienestar social y calidad de vida. De acuerdo con los resultados del estudio, Marbella está en las primeras posiciones de Andalucía en cuanto a número de clínicas privadas, infraestructuras deportivas y colegios privados.

## Monumentos y lugares de interés

### Casco antiguo

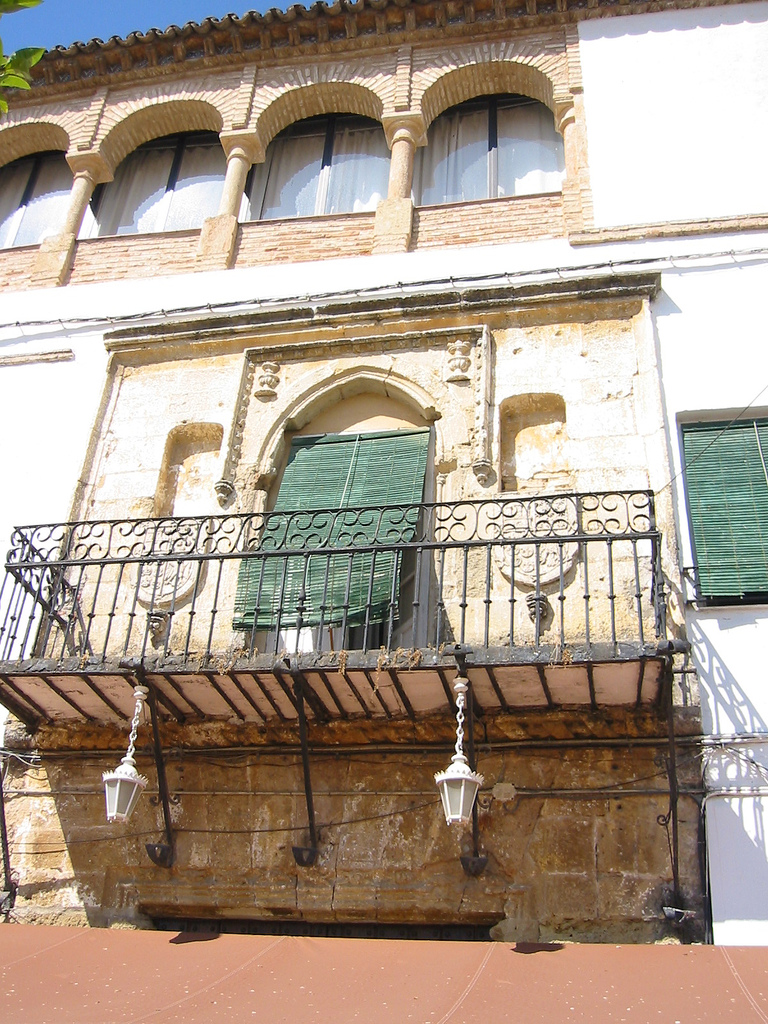
Fachada principal de la Casa del Corregidor, levantada en el en la plaza de los Naranjos

El casco antiguo de Marbella abarca el antiguo recinto amurallado y los dos arrabales históricos de la ciudad: el barrio Alto, que se extiende hacia el norte, y el barrio Nuevo, situado al este. El antiguo recinto amurallado conserva la misma planta aproximadamente que en el siglo XVI. Aquí se encuentra la plaza de los Naranjos, ejemplo del urbanismo castellano del renacimiento, trazada tras la conquista cristiana, y que constituye el centro neurálgico del casco antiguo. Alrededor de la plaza se disponen tres edificios notables: la casa consistorial, erigida por los Reyes Católicos; la casa del Corregidor, de fachada gótico-mudéjar y renacentista; y la ermita de Santiago, el templo religioso más antiguo de la ciudad, anterior a la plaza, ya que no está alineado con ella, por lo que se cree que data del siglo XV. Otros edificios interesantes del centro son la iglesia de Santa María de la Encarnación, de estilo barroco, iniciada en 1618, la Casa del Roque y los restos del castillo y la muralla defensiva árabe, así como la capilla de San Juan de Dios, el Hospital Real de la Misericordia y el antiguo Hospital Bazán, todas ellas de estilo renacentista.
En el barrio Alto destaca la ermita del Santo Cristo de la Vera Cruz, construida en el siglo XV y ampliada en el siglo XVIII, de la que destaca la torre cuadrada con un tejado cubierto por cerámica vidriada. Este barrio también se conoce como barrio de San Francisco por un convento franciscano ya desaparecido. El barrio Nuevo, separado del recinto amurallado por el Arroyo de la Represa, carece de edificaciones monumentales, pero conserva su trazado original y buena parte de sus sencillas casas de cal, teja y vigas de madera, con huerto y un pequeño corral.

### Ensanche histórico

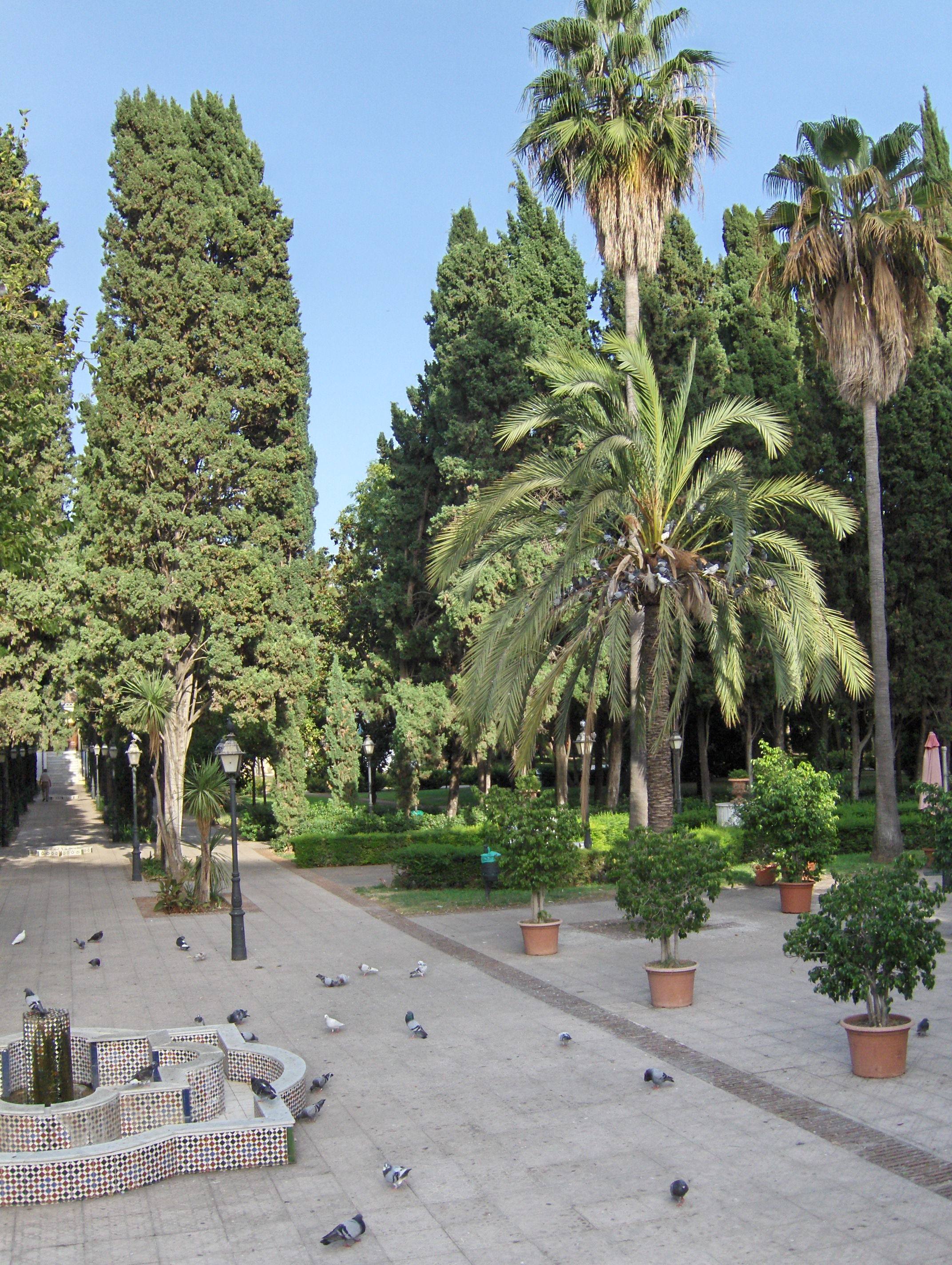
Parque de la Constitución

Entre el casco antiguo y el mar, en la zona conocida como ensanche histórico, se sitúan el paseo de la Alameda, donde se encuentra un pequeño jardín botánico, y la avenida del Mar, una vía ajardinada con fuentes y una colección de diez esculturas de Salvador Dalí, que comunica el casco antiguo con la playa. Hacia el oeste de esta vía, pasando el Faro de Marbella, se encuentra el parque de la Constitución, que alberga al auditorio del mismo nombre, y los Apartamentos Skol. De 1992 data el faro revestido de cobre de la plaza Rodrigo Bocanegra, más conocido como El Pirulí.

### La Milla de Oro y Nueva Andalucía
En la Milla de Oro, es decir, en los cuatro kilómetros aproximados que separan el núcleo urbano de Marbella de Puerto Banús, se localizan algunas de las residencias más lujosas de Marbella, como el Palacio del Rey Fahd, así como algunos de los hoteles más emblemáticos, como son el Meliá Don Pepe, el Marbella Club y el Hotel Puente Romano.
Nueva Andalucía es una zona iniciada con el boom turístico dónde se encuentra el máximo exponente del turismo de la Costa del Sol, Puerto Banús. De la época de la Bética se localizan los hallazgos de la villa romana de Río Verde del siglo I a. C. Del pasado industrial de Marbella del siglo XIX se pueden encontrar indicios de los pioneros Altos hornos de Marbella, ya que se conservan, aunque en mal estado, tres de los cuatro altos hornos y algunas edificaciones que componían la Ferrería la Concepción. También del siglo XIX, de la iniciativa agroindustrial que supuso la Colonia Agrícola de El Ángel se pueden observar los lagos de Las Tortugas y El Ángel, parte de la infraestructura hidráulica para el regadío de los cultivos de la Colonia. Asimismo, de aquel pasado industrial del siglo XIX es el jardín botánico El Ángel.

### San Pedro Alcántara

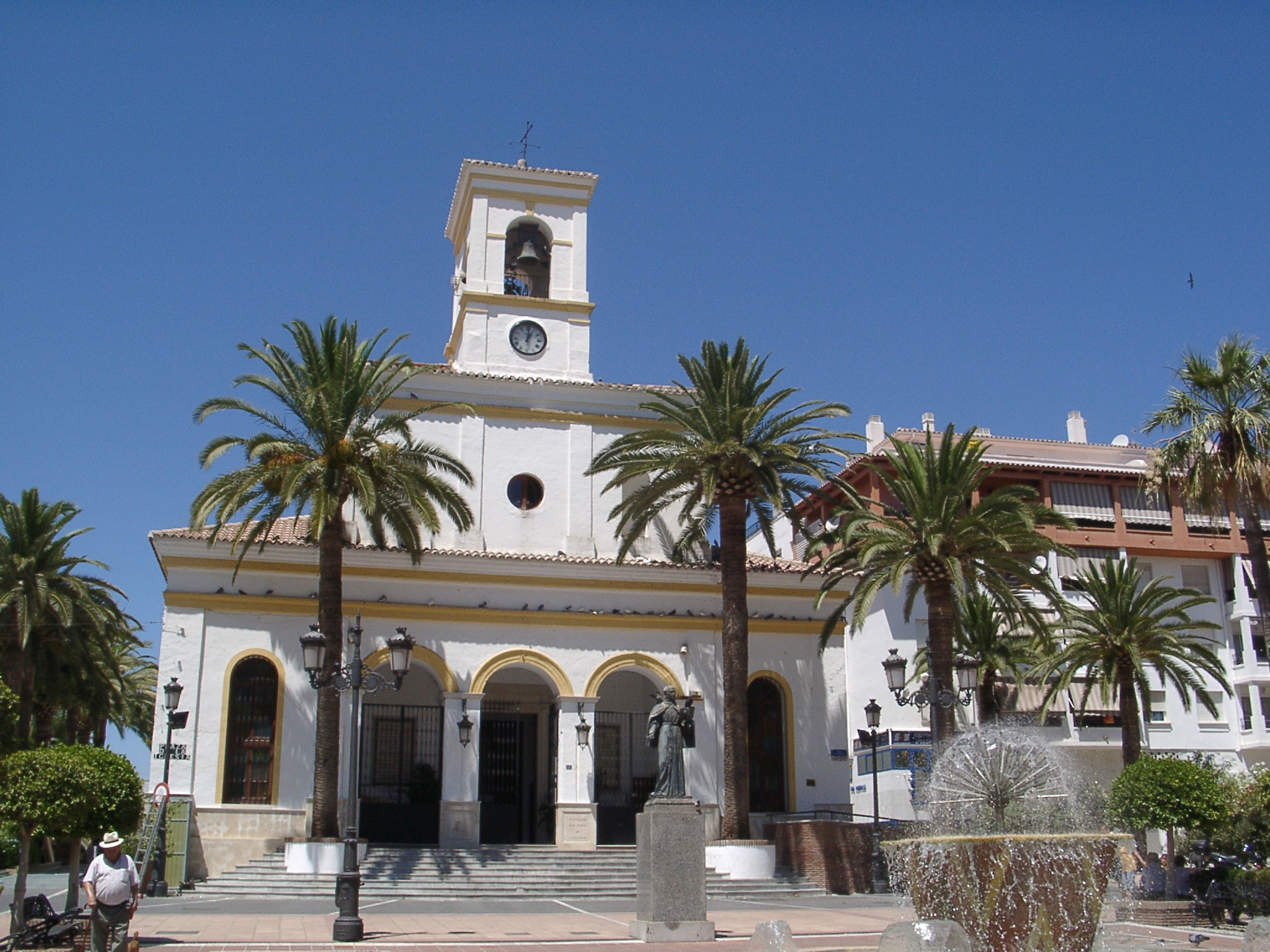
Iglesia de San Pedro Alcántara

En San Pedro Alcántara se conservan algunas de las construcciones que componían el complejo agroindustrial del siglo XIX de la Colonia Agrícola San Pedro Alcántara. Como por ejemplo, el Trapiche de Guadaiza que albergó la granja modelo y ahora es un centro cultural; la Fábrica de Azúcar o Alcoholera que actualmente es un centro de artes escénicas; la Villa San Luís donde residió la familia Cuadra Raoul, propietaria de la colonia, y que actualmente es el edificio de la tenencia de Alcaldía; algunas casas del núcleo primitivo de la colonia; la iglesia de San Pedro de Alcántara y elementos de la infraestructura hidráulica para el regadío de la colonia como las embalses del Salto del Agua y Las Medranas. 
En las inmediaciones de la desembocadura del río Guadalmina, se encuentran algunos de los más importantes conjuntos arqueológicos de Marbella: la Basílica paleocristiana de Vega del Mar del siglo IV d. C. y las termas romanas de Las Bóvedas del siglo II d. C. Del complejo defensivo de la costa del Reino de Granada del siglo XVI se conserva la torre vigía de Las Bóvedas.
También destaca el yacimiento de Cerro Colorao, situado junto al término de Benahavís.

### Las Chapas
En la zona oriental del municipio, en el distrito de Las Chapas destaca el yacimiento de Río Real, situado en un promontorio cerca de la desembocadura del río que le da nombre. Se trata de un asentamiento que posiblemente se remonte al siglo VIII a. C. y seguramente se trate de un emplazamiento fenicio, dado que se encuentra cercano a unas antiguas minas de hierro. Se han encontrado platos, cuencos carenados, lucernas y cerámica de tipo fenicio y otras indígenas y griegas. También se localizan aquí otras dos torres almenaras: la Torre del Río Real y la Torre Ladrones. Entre los establecimientos turísticos es notable la Ciudad Residencial Tiempo Libre, conjunto arquitectónico del movimiento moderno inscrito Bien de Interés Cultural desde 2006, y el antiguo Hotel Marbella Hilton, en la actualidad Hotel Don Carlos, obra del arquitecto Melvin Villarroel, del mismo estilo que el anterior.

### Playas
Los 27 km de litoral del término de Marbella se dividen en 24 playas de diferentes características, aunque, debido a la expansión urbanística del municipio, todas son playas urbanas o semiurbanas. En general se trata de playas de oleaje moderado con arena dorada u oscura de grano fino, medio o grueso, siendo posible también encontrar alguna de grava. El grado de ocupación suele ser alto o medio, especialmente durante los meses de verano, cuando se concentra la llegada de turistas. 

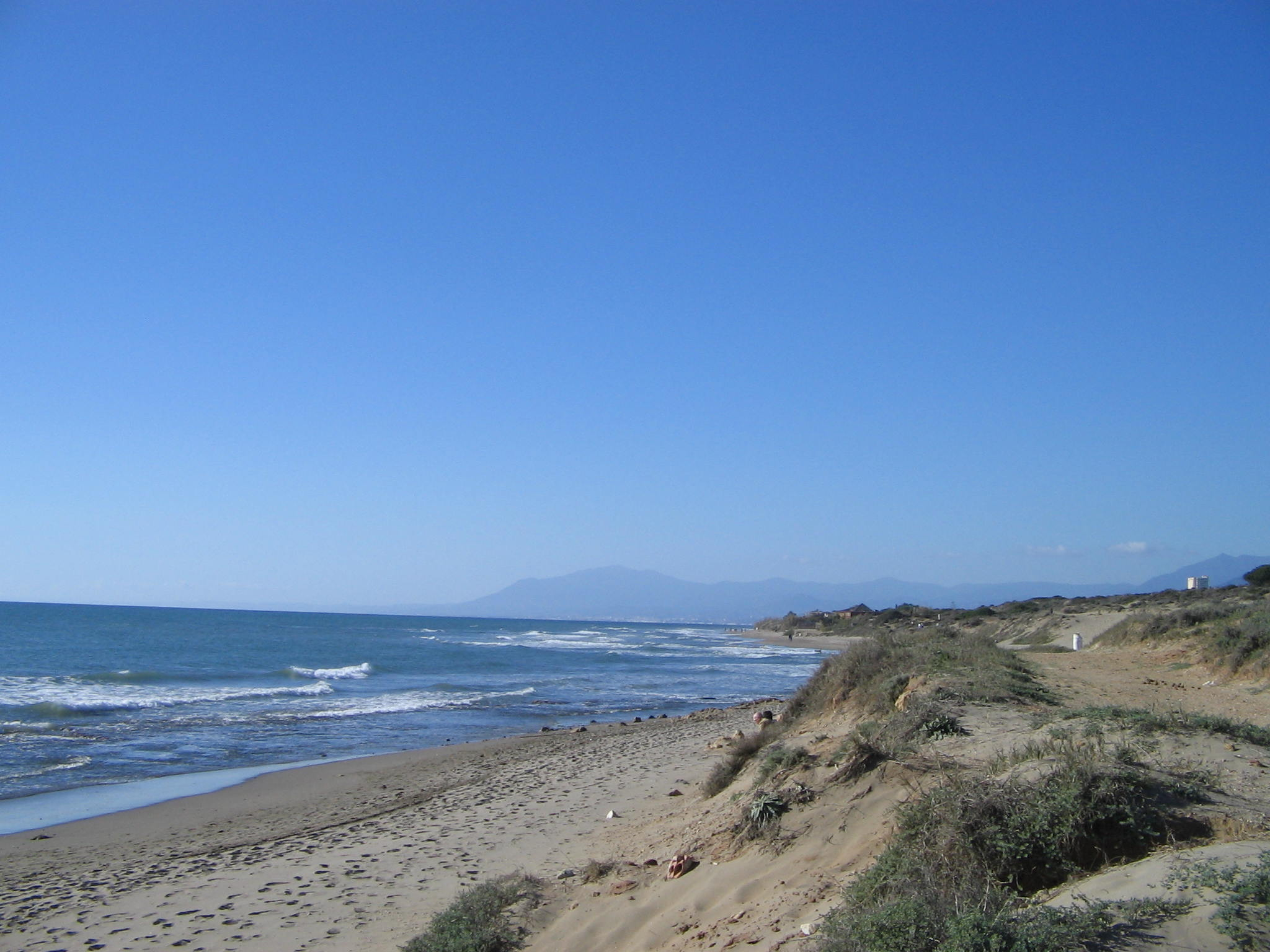
Dunas de Artola

Entre ellas, pueden citarse la playa de Artola o Cabopino, situada en la zona protegida de las Dunas de Artola, junto al puerto de Cabopino, por ser una de las pocas playas nudistas de Marbella; las de Venus y La Fontanilla, céntricas y muy frecuentadas; y las de Puerto Banús y San Pedro Alcántara, que cuentan con bandera azul. Las playas más famosas de Marbella son la playa de Puente Romano, las playas de las chapas como Cabo pino o la de Don Carlos, que son playas de arena fina y apenas tienen piedras. En el centro de Marbella destacan la playa del Faro, la playa del Cable e incluso la playa de Funny Beach, que es la que más próxima al arco de Marbella. Por último se encuentra una de las playas más solicitadas por el turismo, la playa de Puerto Banús, frecuentada por famosos y personas de alto poder adquisitivo. Aparte de por las playas, Puerto Banús es famoso por sus fiestas nocturnas.

## Administración y política

### Gobierno municipal
La administración política de la ciudad se realiza a través de un ayuntamiento de gestión democrática cuyos componentes se eligen cada cuatro años por sufragio universal. El censo electoral está compuesto por todos los residentes empadronados en Marbella mayores de 18 años y nacionales de España y de los restantes Estados miembros de la Unión Europea. Según lo dispuesto en la Ley del Régimen Electoral General, que establece el número de concejales elegibles en función de la población del municipio, la corporación municipal de Marbella está formada por 27 concejales.
Desde las primeras elecciones municipales democráticas tras la aprobación de la Constitución española de 1978, que tuvieron lugar en el año 1979, y hasta 1991, todos los alcaldes de Marbella fueron del PSOE. Entre este año y 2006, Marbella estuvo gobernada por el partido político GIL, con Jesús Gil, Julián Muñoz, Marisol Yagüe y Tomás Reñones a la cabeza. Tras una llegada y una permanencia en el poder con métodos polémicos, la gestión del GIL estuvo marcada por los escándalos de corrupción. En 2006 el ayuntamiento fue disuelto y puesto en manos de una gestora.
Desde 2007 hasta 2015 gobernó el Partido Popular con Ángeles Muñoz como alcaldesa.
Entre 2015 y 2017 gobernó un tripartito formado por el Partido Socialista Obrero Español, Opción Sanpedreña e Izquierda Unida con apoyos puntuales de Costa del Sol Sí Puede con el socialista José Bernal como alcalde. En 2017 la exalcaldesa del PP, Ángeles Muñoz recuperó la alcaldía tras una moción de censura con el apoyo de la Opción Sanpedreña. En 2019 fue reelegida, en esta ocasión con mayoría absoluta.
| Periodo   | Nombre                      | Partido | Partido                                                 |
| --------- | --------------------------- | ------- | ------------------------------------------------------- |
| 1979-1983 | Alfonso Cañas Noguera       |         | Partido Socialista Obrero Español de Andalucía (PSOE-A) |
| 1983-1987 | José Luis Rodríguez Sánchez |         | Partido Socialista Obrero Español de Andalucía (PSOE-A) |
| 1987-1989 | Alfonso Cañas Noguera       |         | Partido Socialista Obrero Español de Andalucía (PSOE-A) |
| 1989-1991 | Francisco Parra Medina      |         | Partido Socialista Obrero Español de Andalucía (PSOE-A) |
| 1991-2002 | Jesús Gil                   |         | Grupo Independiente Liberal (GIL)                       |
| 2002-2003 | Julián Muñoz                |         | Grupo Independiente Liberal (GIL)                       |
| 2003-2006 | Marisol Yagüe Reyes         |         | Grupo Independiente Liberal (GIL)                       |
| 2006-2006 | Tomás Reñones               |         | Grupo Independiente Liberal (GIL)                       |
| 2006-2007 | Diego Martín Reyes          |         | Comisión Gestora                                        |
| 2007-2015 | Ángeles Muñoz               |         | Partido Popular de Andalucía (PP)                       |
| 2015-2017 | José Bernal Gutiérrez       |         | Partido Socialista Obrero Español de Andalucía (PSOE-A) |
| 2017-act. | Ángeles Muñoz               |         | Partido Popular de Andalucía (PP)                       |

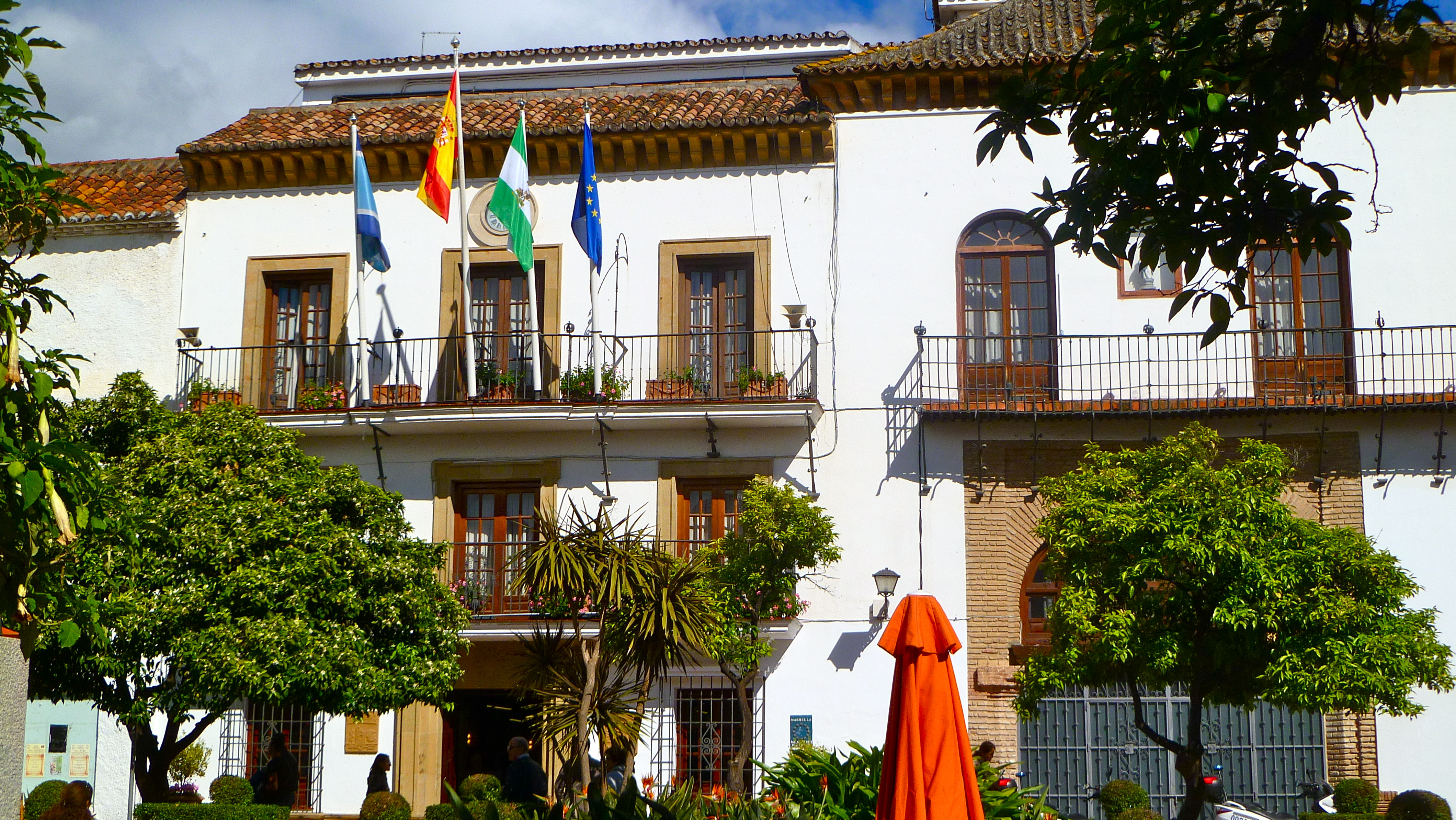
La casa consistorial de Marbella, sede del Ayuntamiento de Marbella

El equipo de gobierno está formado, además de por el alcalde, por cuatro tenientes de alcalde, entre ellos el teniente de alcalde de Las Chapas y el teniente de alcalde de San Pedro Alcántara. Además, existen doce delegados para las áreas de Obras e Infraestructuras, Cultura, Enseñanza y Patrimonio Histórico, Participación Ciudadana, Sostenibilidad, Movilidad, Comunicación, Industria y Vía Pública, Proyectos Estratégicos, Seguridad Ciudadana, Turismo y Eventos, Residentes Internacionales, Sanidad, Consumo y Servicios, Igualdad y Diversidad, Urbanismo, Vivienda y Urbanizaciones, Hacienda y Administración Pública, Derechos Sociales, Juventud, Fiestas, Innovación y Administración Electrónica, Comercio, Fomento económico y PYMES, Empleo y Parques, Jardines y Limpieza.
El presupuesto general de 2024 es de 363 336 461,88 euros de los que 187 216 602,69 euros estaban destinados a gastos de personal y el resto repartidos entre gastos corrientes y servicios, gastos financieros, inversiones, etc.
| Partido político                                               | 2023   | 2023  | 2023       | 2019   | 2019  | 2019       | 2015   | 2015  | 2015       | 2011   | 2011  | 2011       | 2007   | 2007  | 2007       |
| Partido político                                               | Votos  | %     | Concejales | Votos  | %     | Concejales | Votos  | %     | Concejales | Votos  | %     | Concejales | Votos  | %     | Concejales |
| Partido Popular de Andalucía (PP)                              | 19 593 | 40,78 | 14         | 19 080 | 40,25 | 14         | 19 406 | 41,57 | 13         | 23 040 | 51,22 | 15         | 24 160 | 49,71 | 16         |
| Partido Socialista Obrero Español de Andalucía (PSOE-A)        | 12 504 | 26,02 | 8          | 14 842 | 31,31 | 10         | 12 444 | 26,66 | 8          | 11 572 | 25,72 | 7          | 15 963 | 32,84 | 10         |
| Opción Sampedreña                                              | 4641   | 9,65  | 3          | 3235   | 6,82  | 2          | 4336   | 9,29  | 2          | 4512   | 10,03 | 3          | —      | —     | —          |
| Vox                                                            | 4041   | 8,41  | 2          | 1568   | 3,31  | 0          | —      | —     | —          | —      | —     | —          | —      | —     | —          |
| Con Andalucía-Adelante-Izquierda Unida (IU)-Para la Gente (PG) | 1571   | 3,27  | 0          | 2038   | 4,30  | 0          | 3202   | 6,86  | 2          | 3540   | 7,87  | 2          | 3004   | 6,18  | 1          |
| Ciudadanos (CS)                                                | 1693   | 3,52  | 0          | 2597   | 5,48  | 1          | —      | —     | —          | —      | —     | —          | —      | —     | —          |
| Costa del Sol Sí Puede                                         | —      | —     | —          | —      | —     | —          | 3880   | 8,20  | 2          | —      | —     | —          | —      | —     | —          |

### Organización territorial
El municipio de Marbella se divide administrativamente en cinco distritos, que son, de oeste a este:
- San Pedro Alcántara
- Nueva Andalucía
- Marbella Oeste
- Marbella Este
- Las Chapas

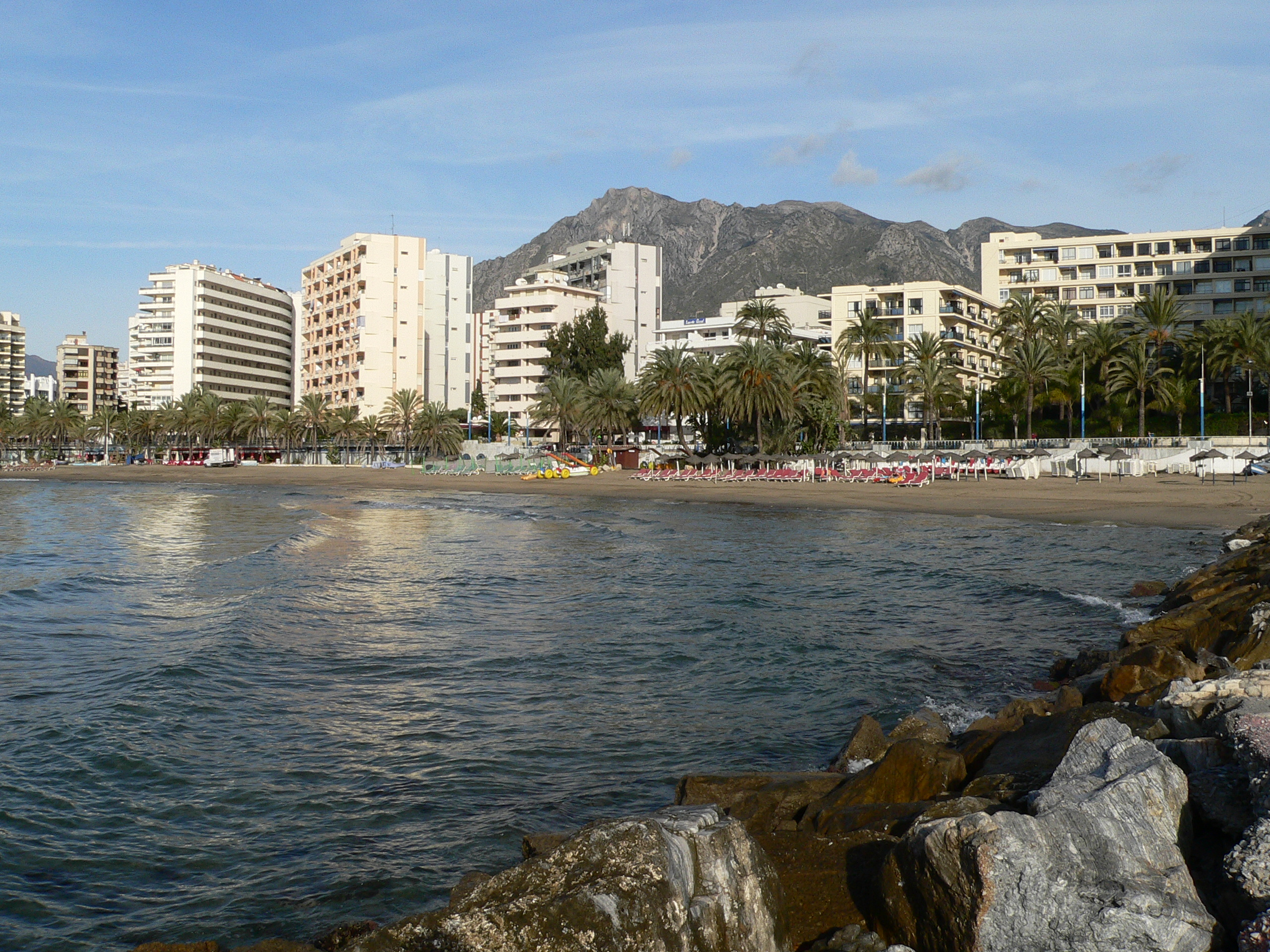
Playa de la Fontanilla

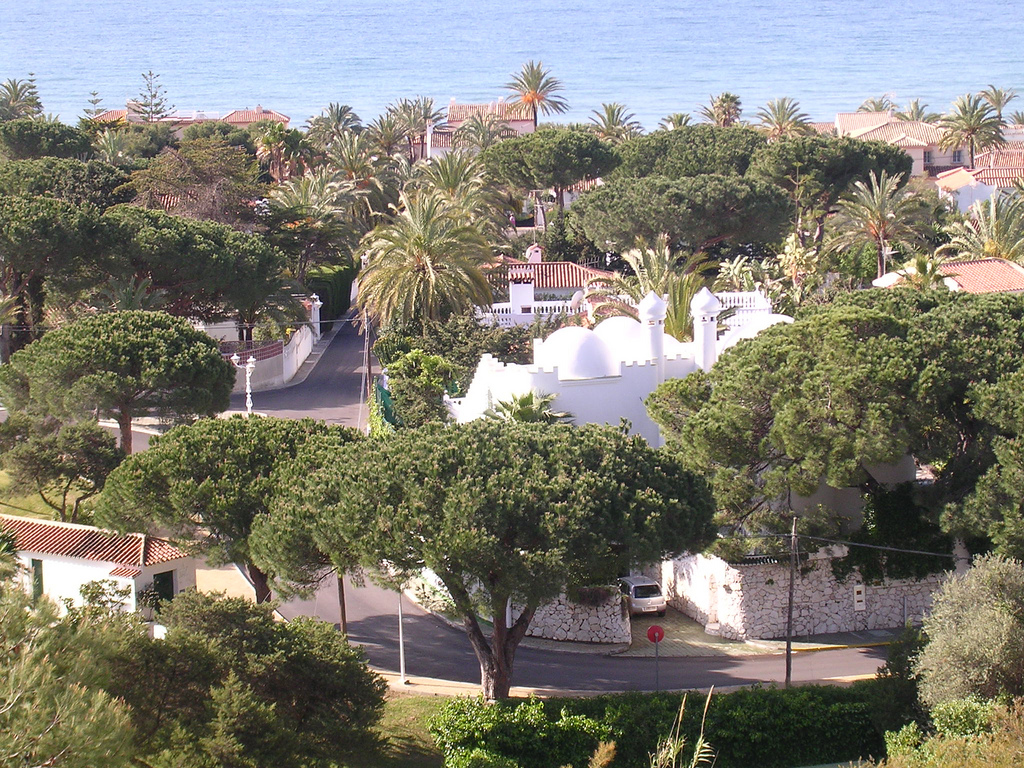
Urbanización Marbesa. Buena parte de la población se dispersa en urbanizaciones de baja densidad

El instituto de estadística de la Junta de Andalucía observa hasta once núcleos de población debido a las numerosas urbanizaciones dispersas por todo el municipio y especialmente en Nueva Andalucía y Las Chapas como Guadalmina, La Mairena o Elviria. Por distritos, la población en 2018 se distribuye según se muestra en la tabla adjunta.

### Símbolos
El diseño del escudo de armas y la bandera de Marbella que utiliza el ayuntamiento es motivo de controversia. Según algunas fuentes, estos símbolos fueron cambiados sin ningún tipo de consenso ni rigor heráldico por el GIL y no han sido tramitados ante la Junta de Andalucía, por lo que diversos sectores reclaman la rehabilitación del escudo otorgado por los Reyes Católicos a la ciudad en 1493 y el reconocimiento oficial de una bandera diseñada de acuerdo con las normas vigentes de vexilología.

### Justicia
Marbella es la cabeza del partido judicial número 6 de la provincia de Málaga, cuya demarcación comprende a la ciudad más los municipios de Benahavís, Istán y Ojén, atendiendo una población aproximada de 138 000 habitantes, en cinco juzgados de instrucción y otros seis de primera instancia.

## Servicios

### Transporte

#### Red viaria
El municipio de Marbella está atravesado en sentido este-oeste por la N-340, la Autovía del Mediterráneo (A-7) y la Autopista del Sol (AP-7), que conectan la ciudad con Estepona y Algeciras por un lado y con Málaga y su aeropuerto (situado a 45 km), por el otro. Estas vías, además, constituyen el principal eje de comunicación entre los distintos núcleos y urbanizaciones del término municipal.
Hacia el interior parten la A-397 y la A-355. La primera se dirige hacia Ronda a través de la Serranía de Ronda. La segunda atraviesa Ojén para adentrase en la sierra de las Nieves y el Valle del Guadalhorce. Otras dos carreteras secundarias comunican Marbella con los vecinos pueblos de Istán (A-7176) y Benahavís (A-7175).

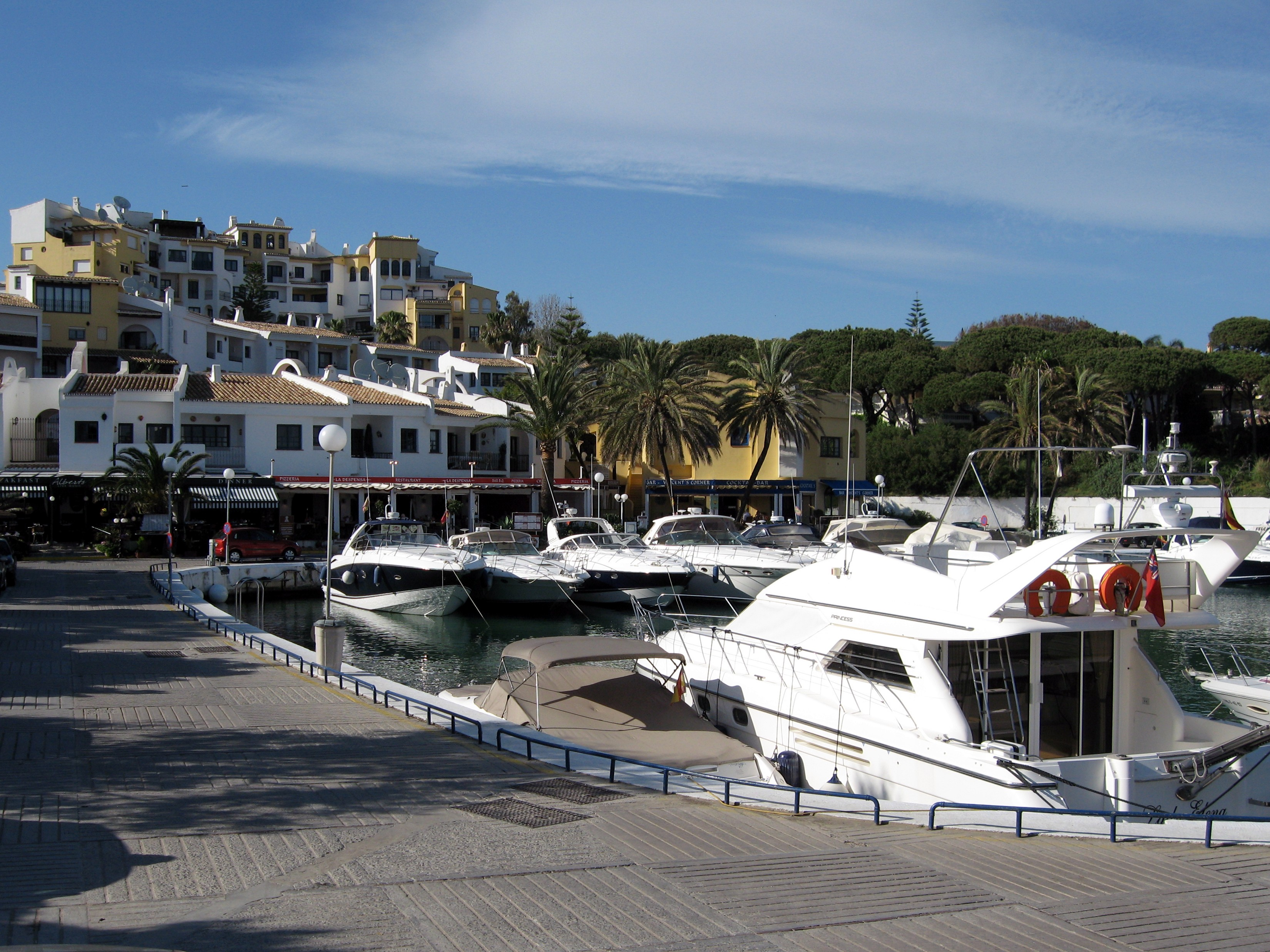
Puerto de Cabopino

#### Transporte marítimo
En cuanto al transporte marítimo, los cuatro puertos de Marbella son de uso recreativo principalmente, aunque tanto Puerto Banús como el Puerto de la Bajadilla están habilitados para la recepción de cruceros, pero ninguno opera rutas regulares con otros puertos. El de la Bajadilla, además, es la sede de la cofradía de pescadores de Marbella y por lo tanto se utiliza para el transporte de mercancías.

#### Transporte ferroviario
Marbella es el municipio más poblado de la península ibérica que no cuenta con una estación ferroviaria en su territorio.
No obstante está en proyecto la construcción del corredor de la Costa del Sol, con el que se planea unir Málaga con Algeciras y que contará con varias paradas en Marbella, de las que posiblemente una de ellas sea de alta velocidad. Hasta entonces, la estación de cercanías más próxima es la de Fuengirola, a 27 km, y las de larga distancia la de Málaga-María Zambrano, situada en la ciudad de Málaga, a 57 km, y la estación de Ronda, también a 57 km.

#### Autobuses interurbanos
La mayor parte de los servicios de autobuses interurbanos están operados por CTSA-Portillo y comunican Marbella con los mayores centros urbanos de la Costa del Sol Occidental, Málaga y su aeropuerto y municipios cercanos del interior (Benahavís, Ojén, Ronda), así como con el Campo de Gibraltar (La Línea y Algeciras), algunas de las principales ciudades de Andalucía (Almería, Cádiz, Córdoba, Jerez, Granada, Jaén, Sevilla y Úbeda) y Mérida, en Extremadura. Desde la estación central de autobuses también parten servicios a otros destinos nacionales, Madrid y Barcelona, e internacionales: Bruselas, Ámsterdam, Luxemburgo, París, Zúrich y Rabat.
Marbella no está formalmente integrada en el Consorcio de Transporte Metropolitano del Área de Málaga, aunque hay varias rutas que operan en su territorio.
Además, cabe destacar que el Ayuntamiento de Marbella, proporciona a los empadronados de la localidad una tarjeta de bus gratuita para la movilización a través de cualquier línea urbana, menos la que conecta con Estepona. Con esto pretenden fomentar el uso del transporte público, y poner remedios frente a la contaminación. Esto podría estar relacionado con los Objetivos de Desarrollo Sostenible.

#### Autobuses urbanos

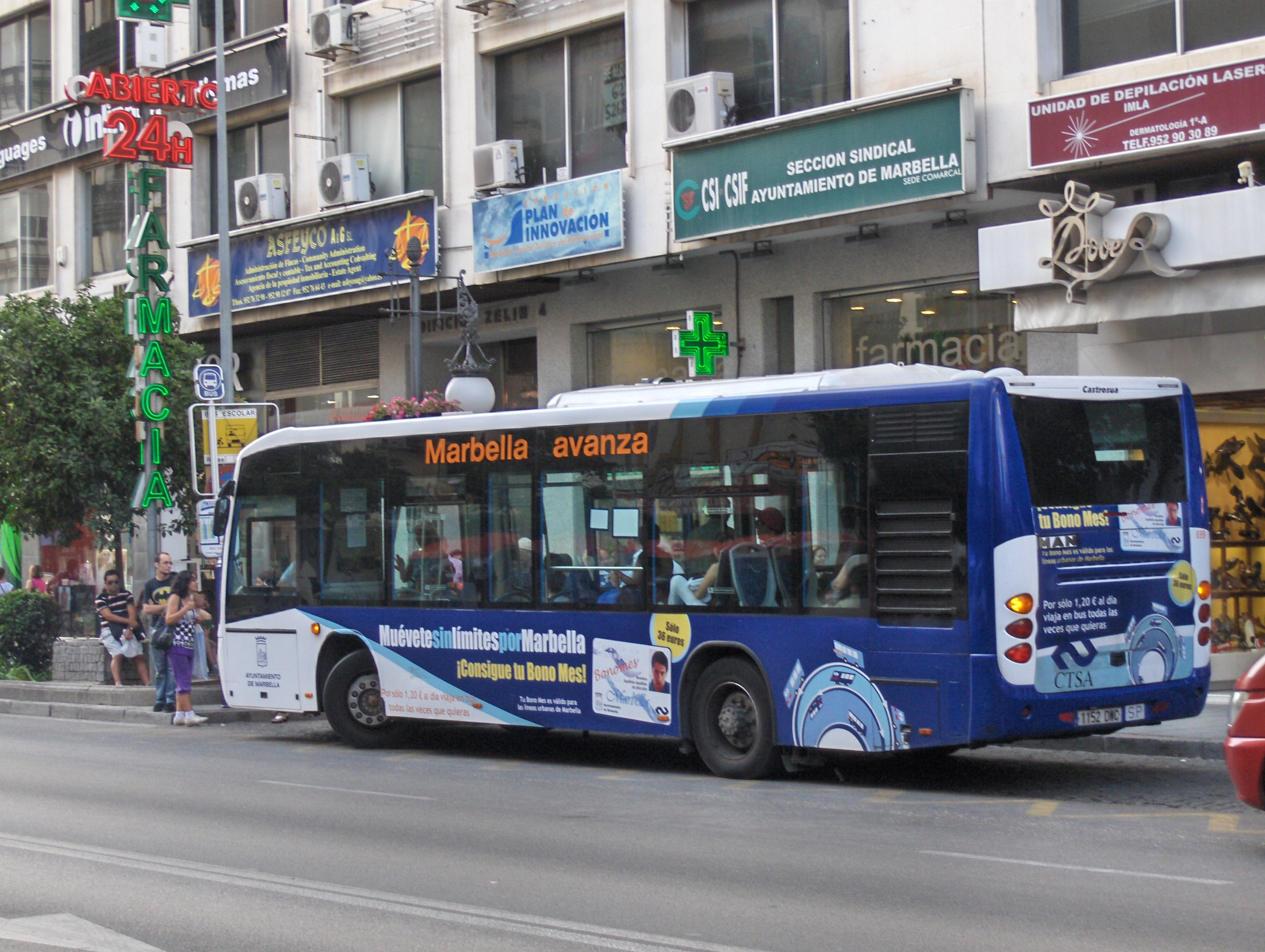
Autobús urbano

La red de servicios de autobuses urbanos está operada por la misma empresa bajo el nombre de Urbanos de Marbella y se compone de siete líneas diurnas y una nocturna que realizan los siguientes recorridos:
- L1: C.C. La Cañada - Marbella Centro - Puerto Banús.
- L2: C.C. La Cañada - Miraflores - El Mirador.
- L3. C.C. La Cañada - Nagüeles - Puerto Banús - El Ángel.
- L4: Puerto Banús - (El Ángel) - Nueva Andalucía - San Pedro.
- L5: Puerto Banús - El Ángel - Nueva Andalucía - San Pedro - El Salto.
- L6: Cabopino - Las Chapas - Marbella Centro - Estación de autobuses - C.C. La Cañada.
- L6B: Bello Horizonte - Miraflores - C.C. La Cañada.
- L7 (circular): San Pedro - Centro de salud.
- L8 (nocturno): C.C. La Cañada - Marbella Centro - Puerto Banús - San Pedro.
- L9 (nocturno): Cabopino - Las Chapas - Marbella Centro.
- L10 (especial solo en verano): Marbella Centro - Starlite.
- L11 (especial solo el 31 de octubre y 1 de noviembre): Marbella Centro - Divina Pastora - Cementerio Nuevo.
- L12: Hospital Costa del Sol - Marbella Centro - Nueva Andalucía.
- L13: Hospital Costa del Sol - Marbella Centro - San Pedro.

## Cultura

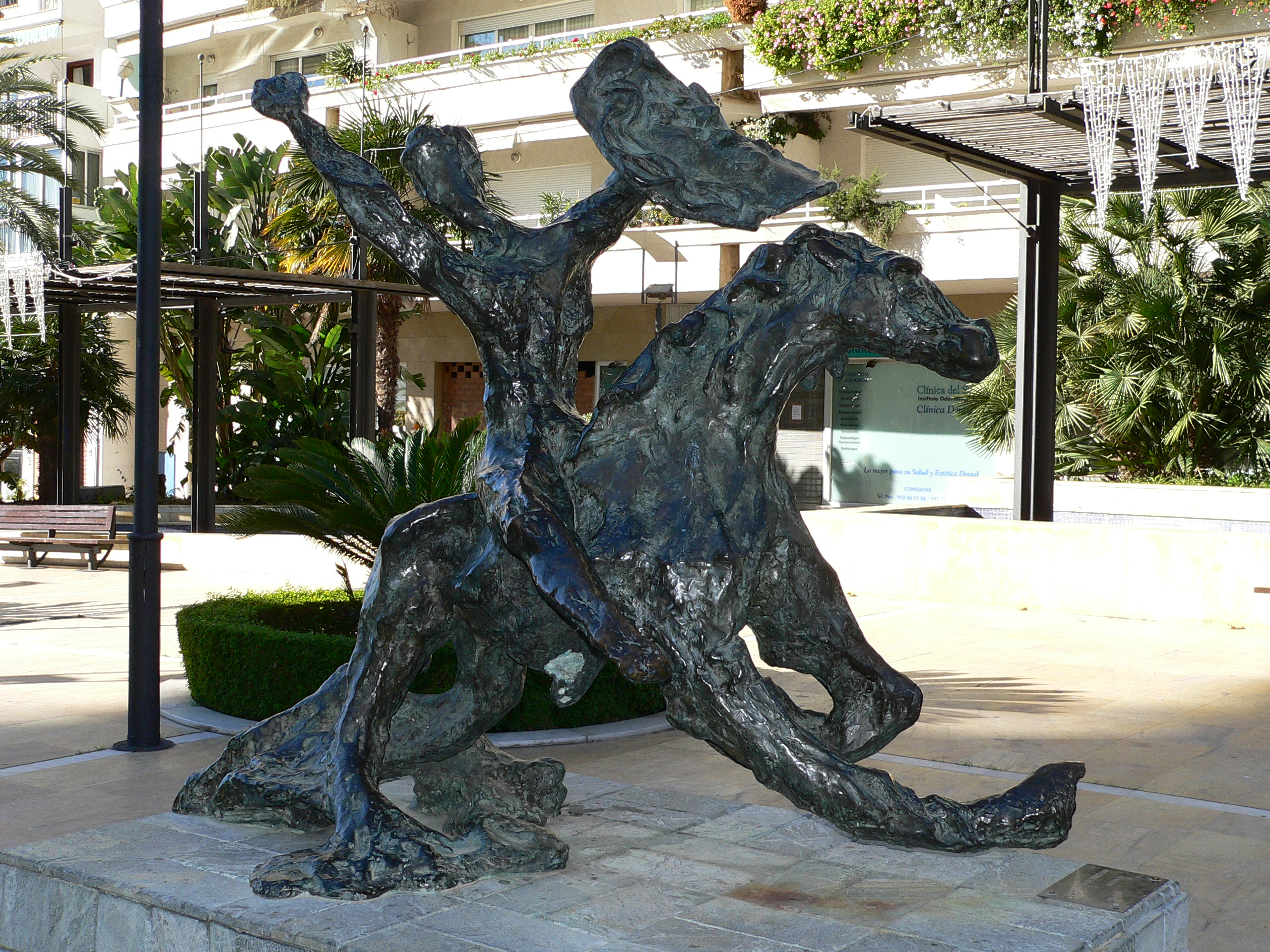
Bronce de Dalí, avenida del Mar

Además de los eventos culturales propios de Andalucía, en Marbella se celebra la gala benéfica más importante de España, la Starlite Gala. Además se celebran diversos festivales de carácter anual, principalmente entre los meses de junio y octubre, así como otros actos celebrados esporádicamente. A la música están dedicados el evento privado promovido a partir del 2012 por el matrimonio formado por Sandra García-Sanjuan e Ignacio Maluquer Starlite Festival, evento musical celebrado en el auditorio natural de la Cantera de Nagüeles que atrae a la ciudad a los principales artistas musicales nacionales e internacionales; el Festival Internacional de Ópera de Marbella, celebrado en agosto desde 2001; el Marbella Reggae Festival, celebrado en julio; y el Festival Internacional de Jazz de Marbella, celebrado en junio en diferentes localizaciones de la ciudad, entre las que se encuentran la playa, un barco o el casco antiguo. Asimismo se llevan a cabo el Festival Internacional de Cine de Marbella, la Muestra de Cine Español y el Festival de Teatro Independiente.
Para la realización de estos y otros actos, la ciudad cuenta con una infraestructura de espacios escénicos compuesta por centros de gestión pública y privada, como son el auditorio del parque de la Constitución, el centro cultural El Ingenio, el Teatro Ciudad de Marbella o el Black Box Teatro, entre otros. Además, existe un conservatorio de música, un cine club y varios multicines, que proyectan películas tanto en versión original como dobladas al castellano.
Por otro lado, la I Feria Internacional de Arte Contemporáneo de Marbella, conocida también como MARB ART, se celebró en 2005 con obras de fotografía, pintura, escultura y diseño gráfico de más de 500 artistas, y desde entonces se celebra anualmente en el palacio de congresos. Al año siguiente, en 2006, se inauguró la extensión del Ateneo de Málaga en Marbella, dedicado al desarrollo de actividades artísticas y culturales. Y en 2009, el Festival Internacional de Arte Marbella y el I Festival Todo Danza.
Entre las asociaciones culturales destaca la Asociación Cilniana, organización dedicada a la protección y promoción del patrimonio de Marbella y otros municipios vecinos, que edita su propia revista cultural.

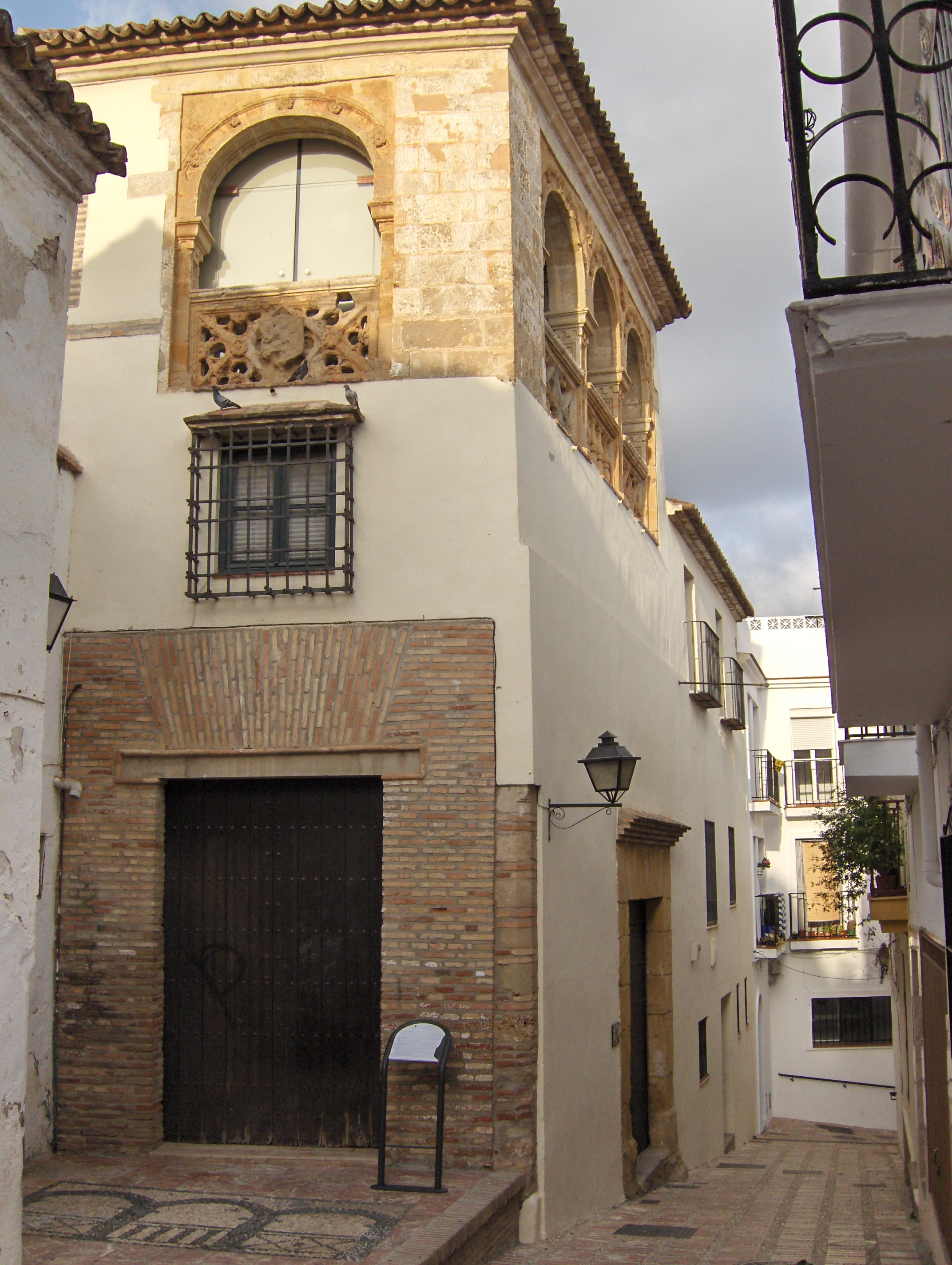
Museo del Grabado

### Museos
- Museo del Grabado Español Contemporáneo: creado en 1992 contiene una colección de grabados de artistas del siglo XX como Picasso, Miró, Dalí, Tàpies, Chillida y el Grupo El Paso (Rafael Canogar, Manolo Millares, Antonio Saura, Pablo Serrano...) entre otros, así como una sala dedicada a exposición didáctica sobre técnicas de grabado.
- Museo del Cortijo de Miraflores: además del museo, el cortijo alberga una sala de exposiciones y otras aulas de tipo cultural, entre las que se encuentra la del antiguo molino de aceite.
- Museo del Bonsái: presenta una colección de ejemplares en exposición permanente y algunos para la venta. Destaca la amplia colección de olivos y algunas piezas como un ginkgo, un Oxicedro, un Pino pentafila y un zelcoba, además de otros pinos, encinas, etc. Fue inaugurado en 1992. Y ya no existe.
- Museo Ralli: dedicado principalmente al arte latinoamericano, cuenta también con esculturas de Dalí y Aristide Maillol y pinturas de Dalí, Miró, Chagall, Henry Moore, etc.
- Colección Municipal de Arqueología: colección compuesta por piezas arqueológicas halladas en el municipio.
- Museo de Arte Mecánico: situado en el centro cultural El Ingenio. Contiene máquinas realizadas con piezas desechables.

### Artesanía
En Marbella aún se producen artesanalmente alfombras, artículos de cobre, cuero, latón, madera y piel, bordados, bronce, calados, cerrajería artística, escayola, forja tradicional y artística, joyería, macramé y talla de mármol.

### Gastronomía
La gastronomía tradicional de Marbella es aquella del litoral malagueño y está basada en el pescado. El plato más típico es el pescaíto frito, que puede hacerse con boquerones, jureles, salmonetes y calamares, entre otros, así como los espetos de sardinas realizados en barcas y con fuego de madera. Además también son típicos el gazpacho y el ajoblanco. En repostería destacan las tortas de aceite, los roscos de vino, los borrachuelos, las torrijas y los churros. Al margen de esta cocina tradicional, existen en Marbella restaurantes de casi todas las regiones del mundo y de cocina internacional, nouvelle cuisine y de fusión.

### Fiestas populares

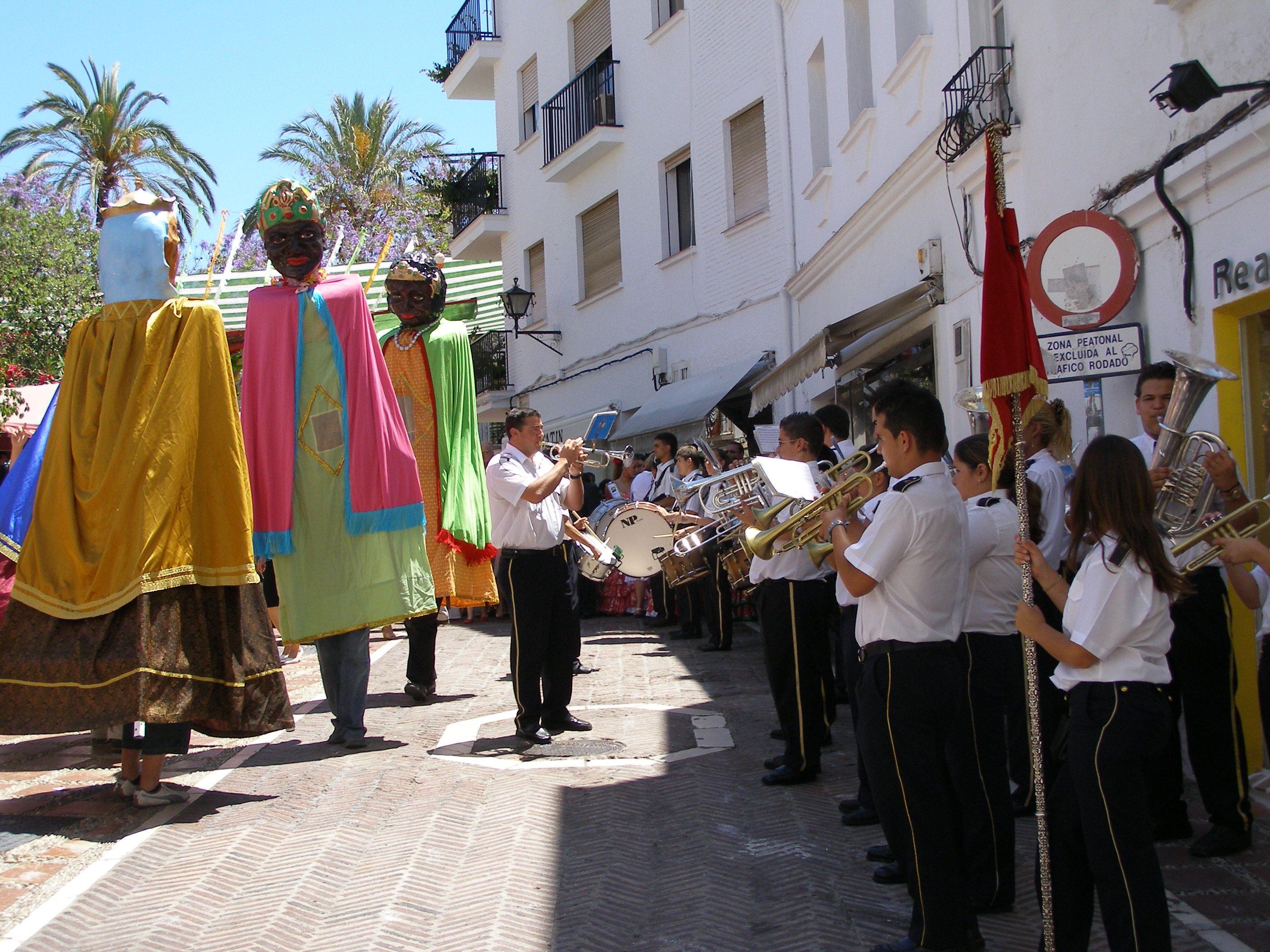
Pasacalles de gigantes y cabezudos en la Feria y Fiestas de San Bernabé

Marbella vive con pasión y fervor su Semana Santa, contando con procesiones desde el Domingo de Ramos al de Resurrección.
En junio se celebran la Feria y Fiestas en honor al patrón de Marbella, San Bernabé. Durante una semana, precedida por la Romería de San Bernabé celebrada el domingo anterior al comienzo de la Feria, se desarrolla la tradicional procesión del Santo, y actividades y actuaciones variadas que se dividen en dos: la Feria de Día, que comenzó en el Casco Antiguo, después en la Av. Doctor Maíz Viñals y que ahora se celebra en la Alameda y la avenida del Mar, y la Feria de Noche, que tiene lugar en Arroyo Primero.
En octubre se celebra la Feria y Fiestas en honor al patrón de San Pedro Alcántara, que igualmente dura una semana completa. Entre estas dos grandes ferias tienen lugar otras menores como son: la Feria y Fiestas de Nueva Andalucía, las de Las Chapas y las de El Ángel.
Además, a lo largo de la temporada de verano (de julio a octubre) se celebran en la mayoría de los barrios de Marbella fiestas que durante unos días animan la actividad de la zona con bailes, concursos y otras actividades organizadas por las asociaciones del barrio. Entre las más conocidas están: Santa Marta, Salto del Agua, Leganitos, Divina Pastora, Trapiche, Plaza de toros y Miraflores.
Otras fiestas y celebraciones locales incluyen la romería a la Cruz de Juanar (en el mes de mayo), la Virgen del Carmen (en julio), Patrona de la ciudad con varios días de verbena y el tradicional Rosario de la Aurora y las procesiones marítima y terrestre, la Romería Virgen Madre (en agosto) y el Día del Tostón (en noviembre), celebración tradicional que consiste en ir al campo para asar castañas.

### En la ficción
Marbella fue la localización de los éxitos de taquilla del cine del siglo XX en España, Torrente (1998) y Torrente 2: Misión en Marbella (2001). También se empleó como localización de las películas Syriana (2005) y Múnich (2005) de Steven Spielberg. Se han rodado en Marbella escenas de la serie de Netflix La monja guerrera (2020).
También se han rodado las series La Reina del Sur (de Telemundo Global Studios y la española El pacto (2010). Otras películas en las que se ha empleado Marbella como localización han sido la finlandesa Uuno Epsanjassa (1985) la coproducción hispano-norteamericana Marbella, un golpe de cinco estrellas (1985), Oh Marbellaǃ (2003), La caja 507 (2002), y en las comedias españolas Jet Marbella Set (1991) de Mariano Ozores, Fin de semana al desnudo (1974), Operación cabaretera (1967) El turismo es un gran invento (1968), Una chica para dos (1966) del Dúo Dinámico o Donde hay patrón... (1978).
Además, en Marbella se han rodado episodios de varios realities de fuera de España como The only way is Essex de ITV2 o Coach Trip de Channel 4.

### Medios de comunicación
Dada la diversidad étnica de Marbella en la ciudad se editan periódicos y revistas en varias lenguas europeas, entre las que se pueden citar La Tribuna de Marbella (en español), Sydkusten (en sueco) y Costa del Sol Nachrichten (en alemán). Además, Diario Sur (en español), Sur in English (en inglés) y La Opinión de Málaga (en español) cuentan con redacciones en la ciudad. 
Essential Marbella Magazine es una publicación mensual de alta calidad disponible de forma gratuita durante más de 20 años, que presenta lo mejor de Marbella y su estilo de vida, dedicada a la comunidad internacional de negocios, residentes y visitantes de habla inglesa. Más revistas especializadas, dedicadas al lifestyle incluyen Das Aktuelle Spanienmagazin (en alemán), y Andalucía Golf y España Golf, revistas mensuales bilingües español-inglés que se distribuyen por toda España.
Asimismo, Marbella cuenta con varias emisoras de televisión local, como son Radio Televisión Marbella, M95 Televisión y Costa Sur Televisión, así como varios diarios de noticias digitales como La Voz de Marbella y Diario de Marbella.

## Deporte

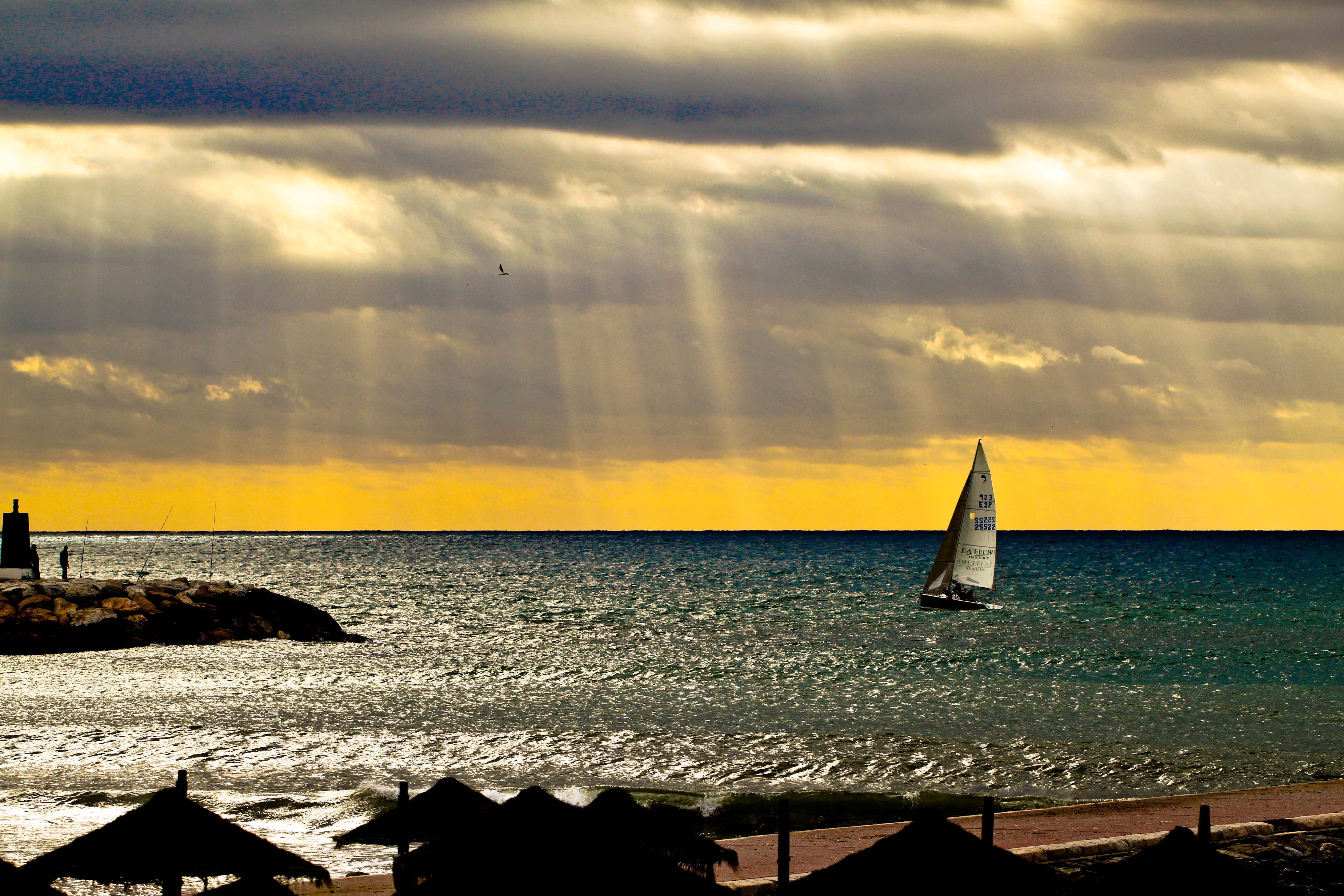
Vela frente a la localidad

Las instalaciones deportivas municipales de Marbella se componen de un estadio y un centro deportivo municipal y una serie de polideportivos repartidos por el término municipal, como son el de Vega del Mar, el de Río Huelo o el de Paco Cantos, así como un centro de alto rendimiento de gimnasia rítmica. Entre las instalaciones privadas se cuentan 21 campos de golf, cuatro puertos deportivos: Puerto Banús, Puerto de Marbella, Puerto Deportivo de Marbella y Puerto de Cabopino; así como numerosos clubes para la práctica de la equitación, tenis, vuelos ultraligeros, etc. y numerosos gimnasios.

### Clubes deportivos
El principal club deportivo de la ciudad es el Marbella FC, que milita en Primera Federación. El Marbella FC es el sucesor directo del antiguo Club Atlético de Marbella, el cual tuvo su época dorada a mediados de los años 90, ascendiendo consecutivamente en las temporadas 1990-91 de 3.ª División a 2.ªB y en la 1991-92 de 2.ªB a 2.ªA. 
El Club Baloncesto Marbella es el otro club importante de la ciudad, participante de la Liga Segunda FEB, tercera categoría del baloncesto profesional español.
En el pasado existieron 2 clubes de fútbol americano, los Marbella Sharks, ambos desaparecidos.

### Eventos deportivos

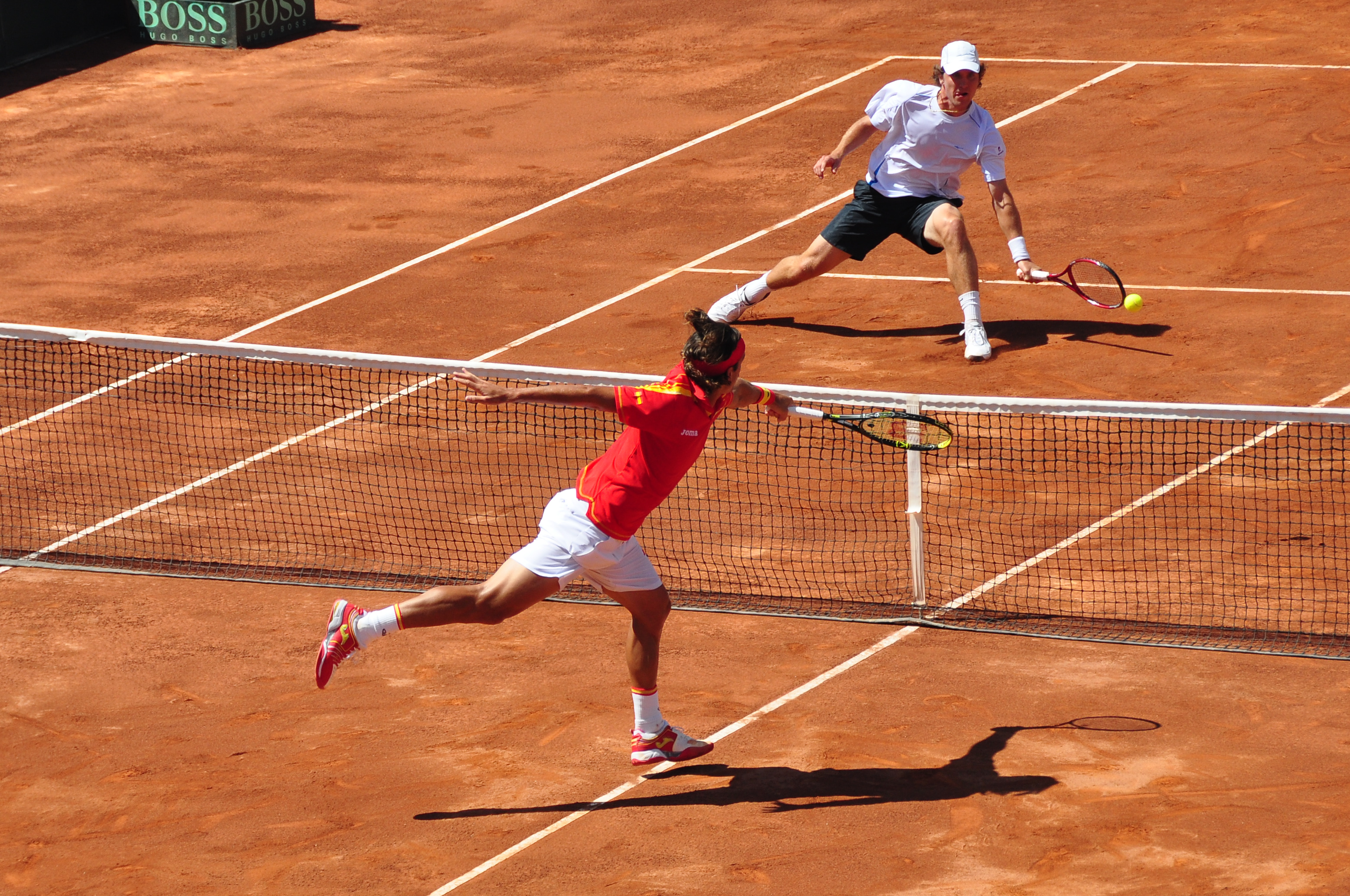
Cuartos de final de la Copa Davis 2009, celebrada la plaza de toros de Nueva Andalucía

Marbella es el escenario de algunos eventos deportivos de carácter nacional e internacional. Destacan los eventos de tenis, como son el Torneo WTA de Marbella y el Torneo de Marbella. También en este deporte se ha celebrado la semifinal de la Copa Davis 2009. Otro evento destacable es el Grand Prix Costa del Sol de vela.
Entre los eventos deportivos locales se pueden citar la travesía a nado del puerto deportivo de Marbella, el torneo de vóley playa, el acuatlón Ciudad de Marbella, la carrera Ciudad de Marbella o la caminata popular de San Pedro Alcántara.

## Ciudades hermanadas
- Playa del Carmen, México
- Punta del Este, Uruguay[124]
- Baler, Filipinas
- Nevers, Francia[125]
- Nabeul, Túnez[124]
- Miami Beach, Estados Unidos[126]
- Doha, Catar[124]
- Yeda, Arabia Saudí[124]
- Cabourg, Francia[124]
- Kure, Japón[124]